# Áreas protegidas de Sudáfrica

Parques nacionales de Sudáfrica

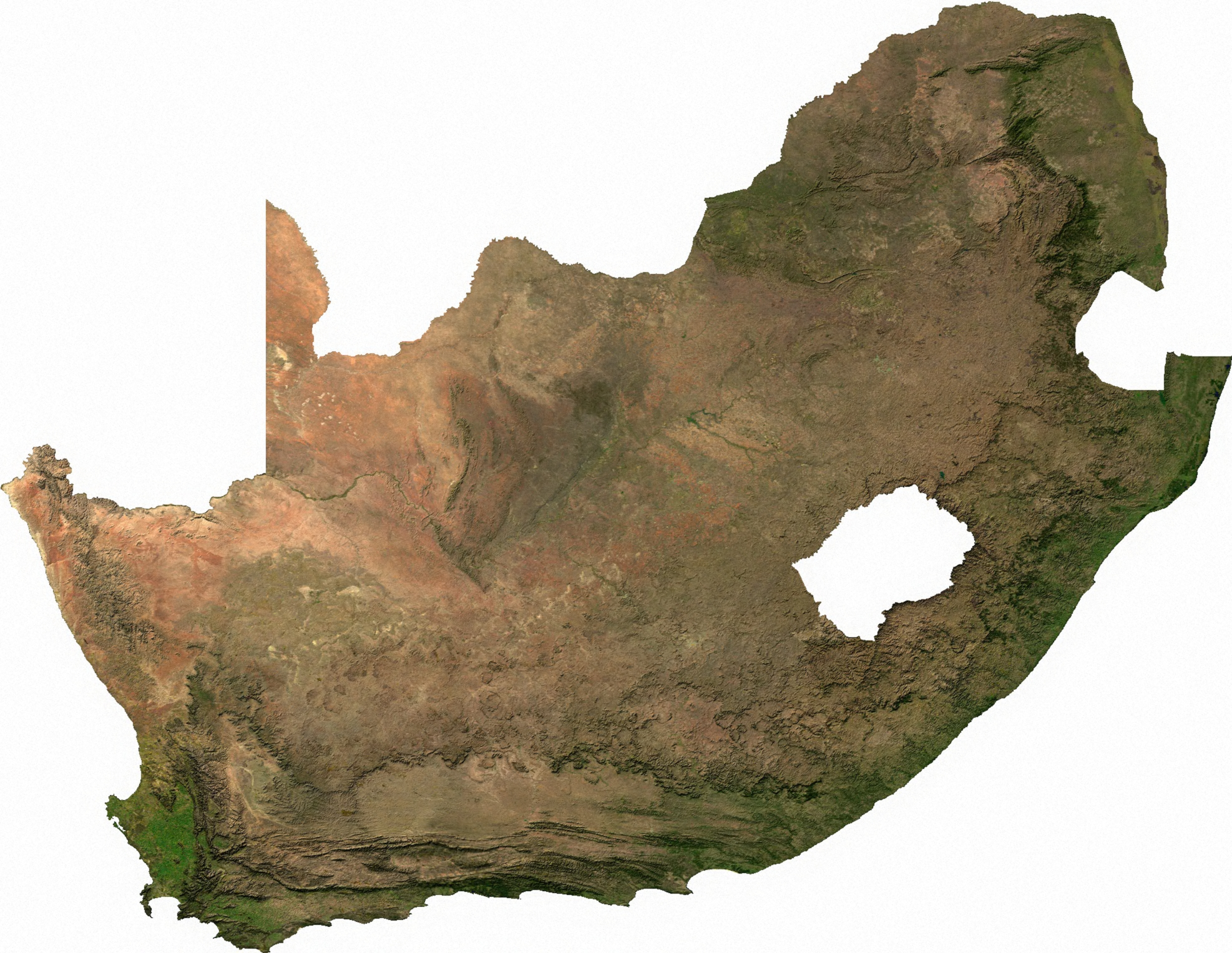
Mapa topográfico de Sudáfrica

Según la IUCN, en Sudáfrica, en 2024 había 1691 áreas protegidas que cubren un total de 116.286 km², el 9,53% del país (1.220.170 km²), y 238.704 km² de áreas marinas, el 15,43% del total que le corresponde (1.547.395 km²). En este conjunto hay 22 parques nacionales, 2 reservas naturales especiales, 16 son áreas montañosas de captación de aguas, 57 son reservas naturales forestales, 42 son áreas marinas protegidas, 62 son medios ambientes protegidos, 12 son áreas boscosas naturales y 1.444 son reservas naturales (Nature Reserve), muchas de las cuales son de carácter privado. Entre las zonas protegidas hay 9 reservas de la biosfera de la Unesco, 4 sitios patrimonio de la humanidad y 23 sitios Ramsar.
Los Parques Nacionales de Sudáfrica se conocen como SANPark o South Africa’s National Park, y los que se encuentran en la provincia de KwaZulu Natal se llaman KZN Wildlife. Otros parque son considerados Peace park o parques transfonterizos, que son los que engloban varios países y tienen nombres diferentes según el país.
Las Áreas protegidas de la Región Floral del Cabo son un conjunto de áreas protegidas que abarcan 553.000 ha, localizadas en la provincia Occidental del Cabo y la provincia Oriental del Cabo de Sudáfrica, se encuentra en una de las regiones del mundo con mayor riqueza florística: el Reino florístico del Cabo.

## Parques transfronterizos (Peace parks)

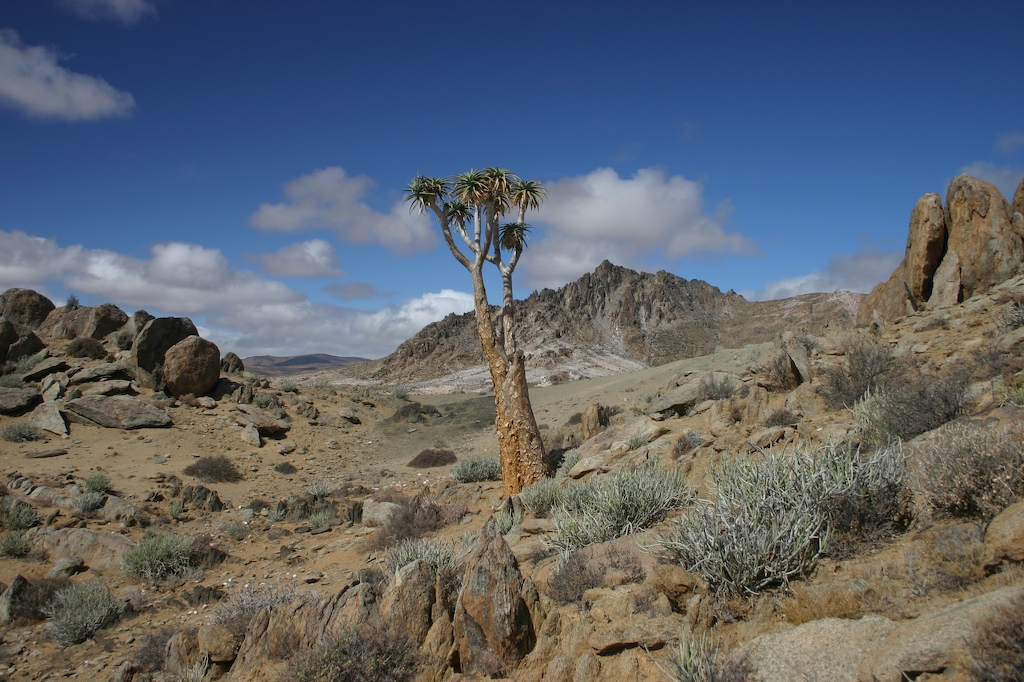
Paisaje de Richtersveld con un árbol de Aloidendron dichotomum

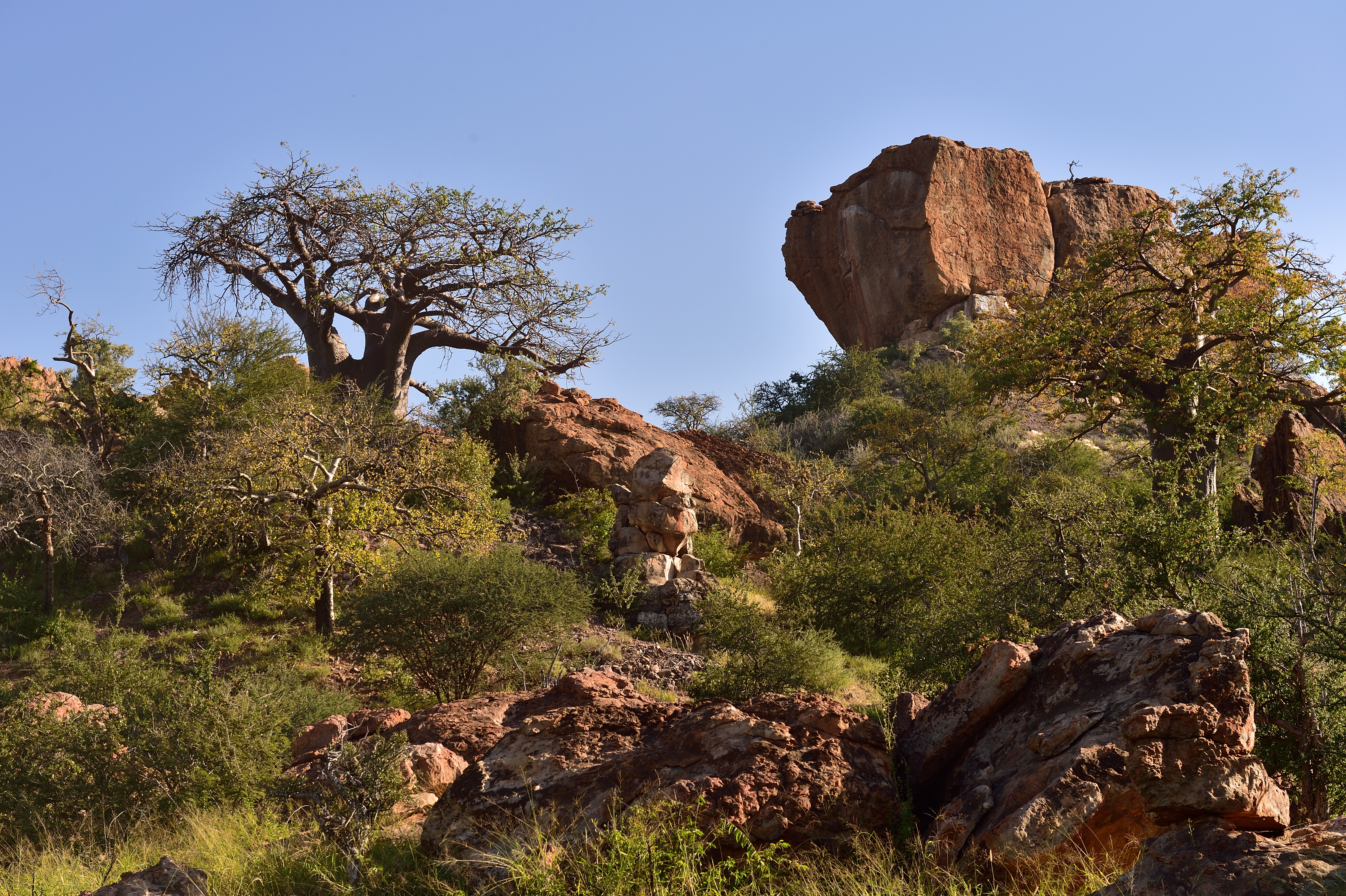
Paisaje de Mapungubwe, Limpopo, Sudáfrica, con un baobab al fondo

- Parque transfronterizo de ǀAi-ǀAis/Richtersveld, que incluye el parque nacional de Richtersveld en Sudáfrica, y el parque nacional del Cañón del río Fish, este último en Namibia.

- Parque transfronterizo del Gran Limpopo, que incluye el parque nacional Limpopo, en Mozambique, el parque nacional Kruger y el parque nacional Mala Mala, ambos en Sudáfrica, y el parque nacional Gonarezhou, en Zimbabue, además del Santuario Manjinji y la Malipati Safari Area, en Zimbabue, y diversas áreas entre Sudáfrica y Zimbabue que unen los parques.

- Parque transfronterizo de Kgalagadi, que incluye el parque nacional Kalahari Gemsbok en Sudáfrica, el parque nacional de Gemsbok en Botsuana, y la Reserva de Caza Mabuasehube, en Botsuana.

- Parque transfronterizo de Lubombo, que incluye la Reserva de elefantes de Maputo, en Mozambique, la Reserva de elefantes Tembe, en KwaZulu-Natal, Sudáfrica, y la Lubombo Conservacy, en Suazilandia, una pequeña área de 600 km cuadrados que incluye las Reservas de caza de Hlane Royal y Mbuluzi, la Reserva natural de la Comunidad Shewula y el Rancho Nkhalashane Siza. Entre todas forman la mayor reserva de elefantes de la costa este de África del Sur.

- Parque transfronterizo de Maloti-Drakensberg, que incluye el parque nacional Sehlabathebe, en Lesoto, el parque nacional Golden Gate Highlands, el parque nacional Qwa Qwa, el parque nacional Khahlamba Drakensberg y el parque nacional Royal Natal, en Sudáfrica, y la Reserva natural del Embalse de Sterkfontein.

- Área de conservación transfronteriza del Gran Mapungubwe, 4872 km2, desde 2006. También es conocido como Área de conservación transfronteriza Limpopo-Shashe. En 2003, el Paisaje cultural de Mapungubwe fue proclamado patrimonio de la humanidad por la Unesco. En 2004 se inaugura el parque nacional de Mapungubwe. En 2012 se crea el área transfronteriza, que tiene 1350 km2 en Botsuana, 2561 km2 en Sudáfrica y 960 km2 en Zimbabue. Hay elefantes, leones, leopardos, guepardos, chacales, etc. La parte sudafricana incluye el parque nacional de Mapungubwe y la Reserva natural de Venetia Limpopo (330 km2), así como una futura ampliación hacia el Área de conservación del valle del Limpopo y varias reservas más pequeñas, como la Reserva privada de caza de Mapesu (125 km2), la propuesta Reserva de caza de Mogalakwena, la de Vhembe y varias granjas privadas más pequeñas. En Botsuana, incluye la Reserva de caza de Tuli Norte, formada por 36 propiedades, con 711 km2 y la adición en una segunda fase varias granjas que abarcan 1350 km2.  En Zimbabue, varios ranchos y el área de gestión de la naturaleza de Hwali, Maramani y Machuchuta, con unos 960 km2.[4]

## Parques y reservas sudafricanos por provincia

### Provincia del cabo Oriental

Provincia del Cabo Oriental

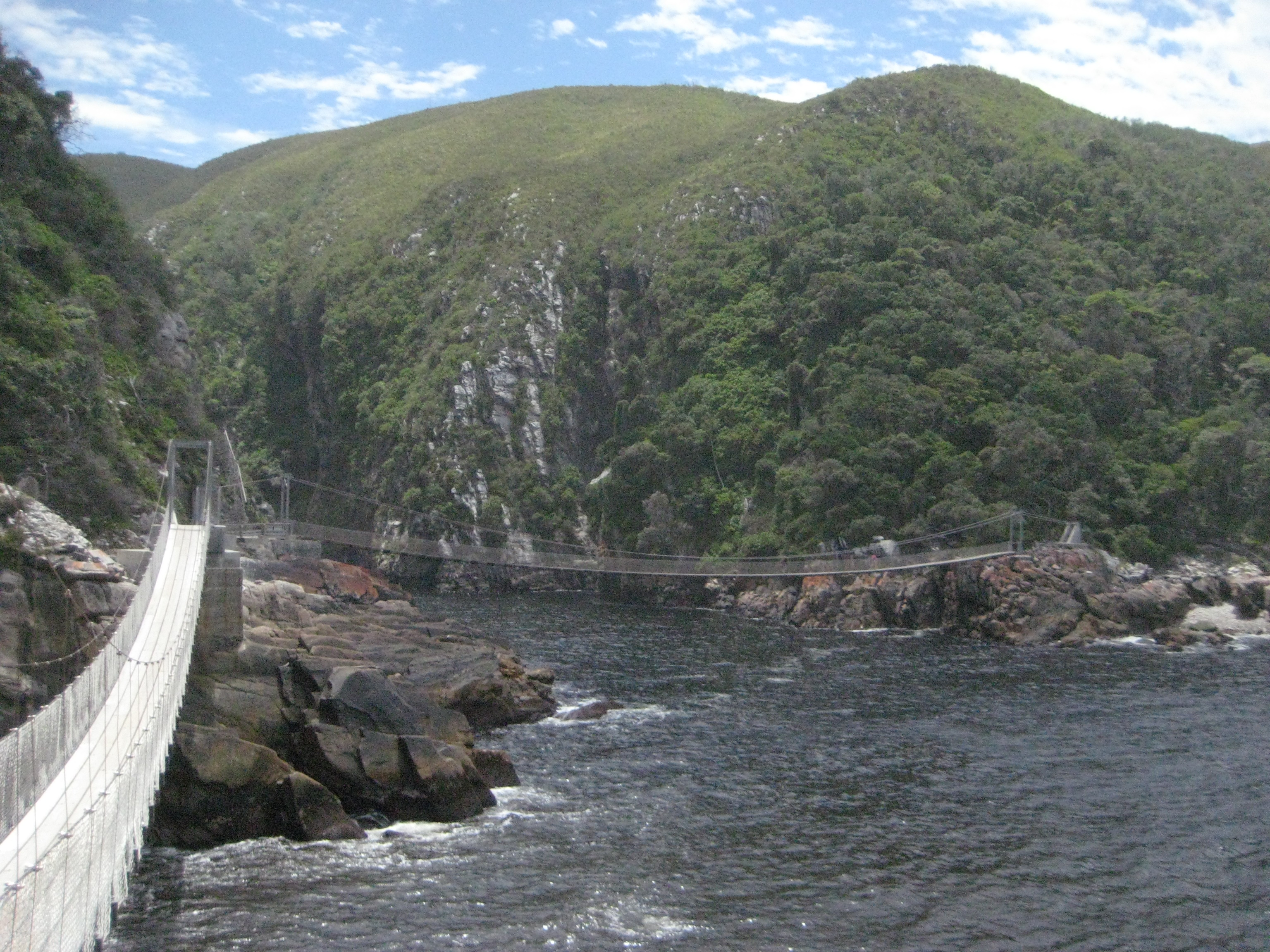
Puente colgante en la boca del río Storm en el parque nacional Garden Route, en la zona que antes era parque nacional de Tsitsikamma, y ahora es una zona marítima protegida también.

#### Parques nacionales
- Parque nacional de los Elefantes de Addo, 1.640 km². Tercero en tamaño de Sudáfrica, se creó en 1931 para proteger a 11 elefantes, y hoy alberga más de 600 elefantes y otros mamíferos.

- Parque nacional Montaña Zebra, 284 km². Creada en 1937 para proteger la cebra de montaña de El Cabo. Hay búfalos y rinoceronte, y en 2007 se reintrodujo el guepardo, para lo cual hubo que construir una valla que protegiera las granjas vecinas.[5]

- Parque nacional de Camdeboo. Hasta 2021 era la Reserva de caza privada del monte Camdeboo, con 140 km². Ahora es el parque nacional número 22 y tiene 194 km2. Situada en el gran karoo, meseta semidesértica situada entre el sur de Sudáfrica y el sur de Namibia, rodea casi por completo de una ciudad de la Provincia Oriental del Cabo, llamada Graaff-Reinet. El parque se sitúa a los pies de las montañas Sneeuberg, entre 740 y 1480 m de altitud. Hay guepardo, rinoceronte blanco, búfalo del Cabo, jirafa, cebra, felinos salvajes, antílopes y aves.[6]

- Área protegida marina de Tsitsikamma, 294 km². La estrecha franja costera era considerada también parque nacional, ocupando una estrecha franja costera a lo largo de unos 80 km. En 2009 se unió al parque nacional Wilderness, en la provincia del Cabo Occidental, junto con otras áreas protegidas próximas para formar el parque nacional Garden Route, de 1.264 km².[7]

#### Reservas de caza (la mayoría privadas)
- Reserva de caza de Inkwenkwezi, 100 km². Posee los cinco grandes de África, el león, el leopardo, el rinoceronte negro, el elefante y el búfalo cafre, y cinco biomas diferentes.[8]
- Reserva de caza de Amakhala, 728 km². Se encuentran los cinco grandes de África, al norte del parque nacional Garden Route, cerca del parque nacional de los Elefantes de Addo y a una hora de Port Elizabeth.[9]
- Reserva de caza de Bucklands, 60 km² en una reserva privada que posee arte rupestre y fue escenario de algunas batallas de las Guerras Xhosa. Fronteriza con la Great Fish River Reserve, que posee tres áreas, Andries Vosloo, Double Drift y Sam Knott en el curso del río Great Fish, con un total de 450 km².[10]
- Reserva de caza de Kariega, 100 km². Posee los cinco grandes de África, el león, el leopardo, el rinoceronte negro, el elefante y el búfalo cafre.[11]
- Reserva privada de caza de Kwandwe, 220 km², también con los cinco grandes de África, el hogar de la grulla del paraíso y otras especies amenazadas como el pito de Knysna, el grysbok de El Cabo, el ñu negro, el rinoceronte negro, el águila coronada y el gato patinegro. También es el lugar donde se desarrollaron guerras Xhosa desde 1779 a 1889 entre los xhosa, los granjeros alemanes, y en 1820 los pastores ingleses.[12]
- Reserva de caza de Lalibela, 75 km², con los cinco grandes de África y 5 biomas diferentes.[13]
- Reserva de caza de Mpongo, 32 km², cuatro de los cinco grandes, león, elefante, rinoceronte y búfalo, además de hiena, hipopótamo y jirafa.[14]
- Reserva de caza de Pumba, 60 km². Los cinco grandes, asemás de león blanco y rinoceronte blanco, con abundancia de hipotraguinos.[15]
- Reserva de caza de Samara, 700 km² en el Gran Karoo, entre las montañas Sneeuberg.[16]

### Provincia del Estado Libre
Públicos:

Provincia del Estado Libre

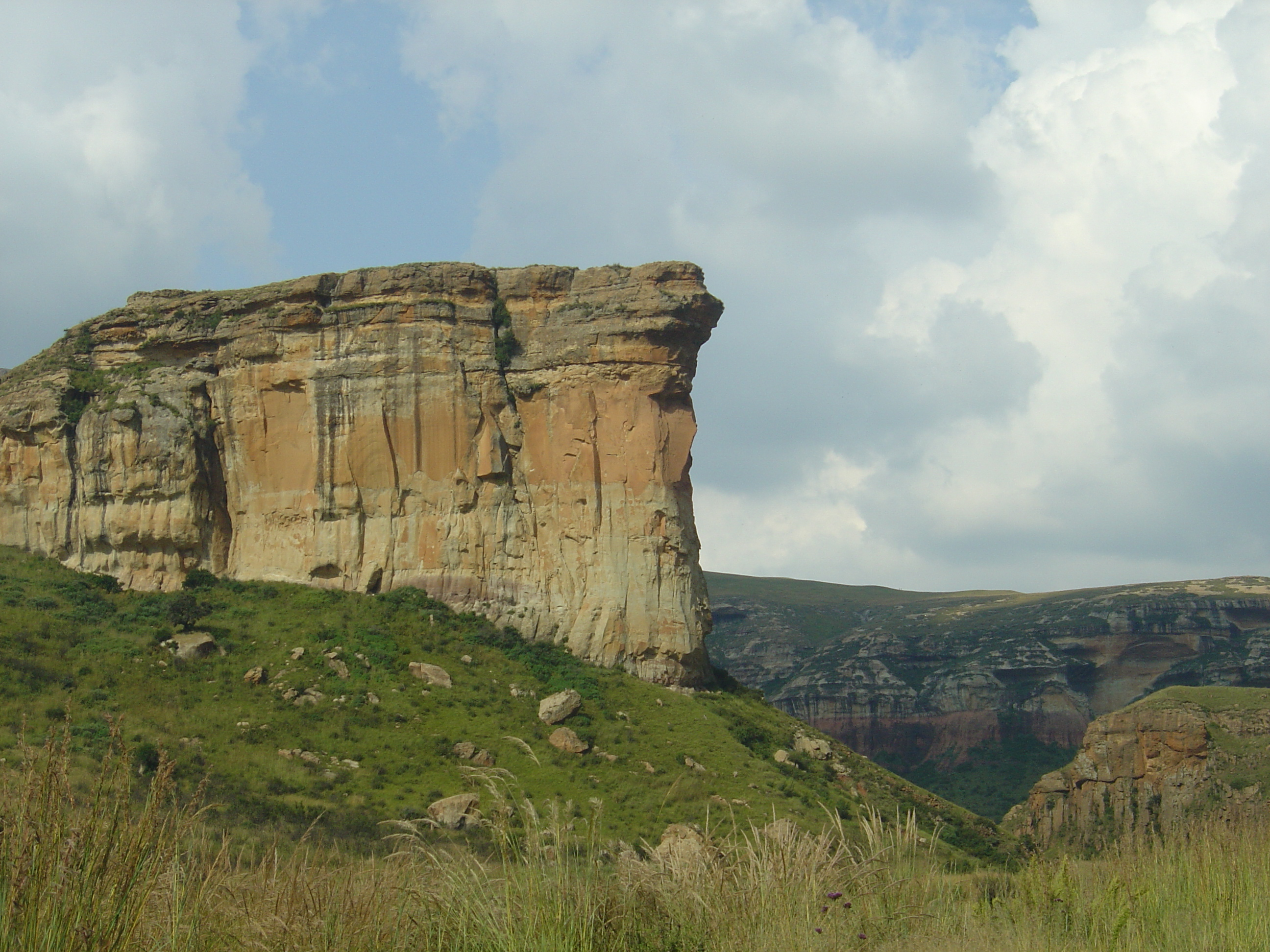
Roca Brandwag, el Centinela, en el parque nacional Golden Gate Highlands, compuesta de arenisca de la formación Clarens.

- Parque nacional Golden Gate Highlands, 340 km², al nordeste del Estado Libre, establecido en 1963 para proteger los roquedos de arenisca que fueron una vez refugio de los bosquimanos. Destaca la roca Brandwag, un saliente de los acantilados que forman una parte del parque. Situado al este del veld, el clima es seco en junio y agosto, y relativamente lluvioso entre octubre y abril, con unos 800 mm de precipitación anual y altitudes que bordean los 2000 m en las partes altas, que forman parte de los montes Maloti, del sistema de Drakensberg que bordea el altiplano. La vegetación dominante es el herbazal, con más de 60 especies de hierbas y algo de bosque afromontano, con especies comunes como Leucosidea. Hay numerosas cuevas con pinturas rupestres de los san. Es uno de los últimos refugios del quebrantahuesos, y el ibis Geronticus, que anida en la Cathedral Cave. Entre los mamíferos, cebra de Burchell, ñu negro, eland, blesbok, gacela saltarina (springbok) y oribi. Se han identificado 140 especies de aves, y se ha reintroducido el zonuro gigante.[17]

Privados:

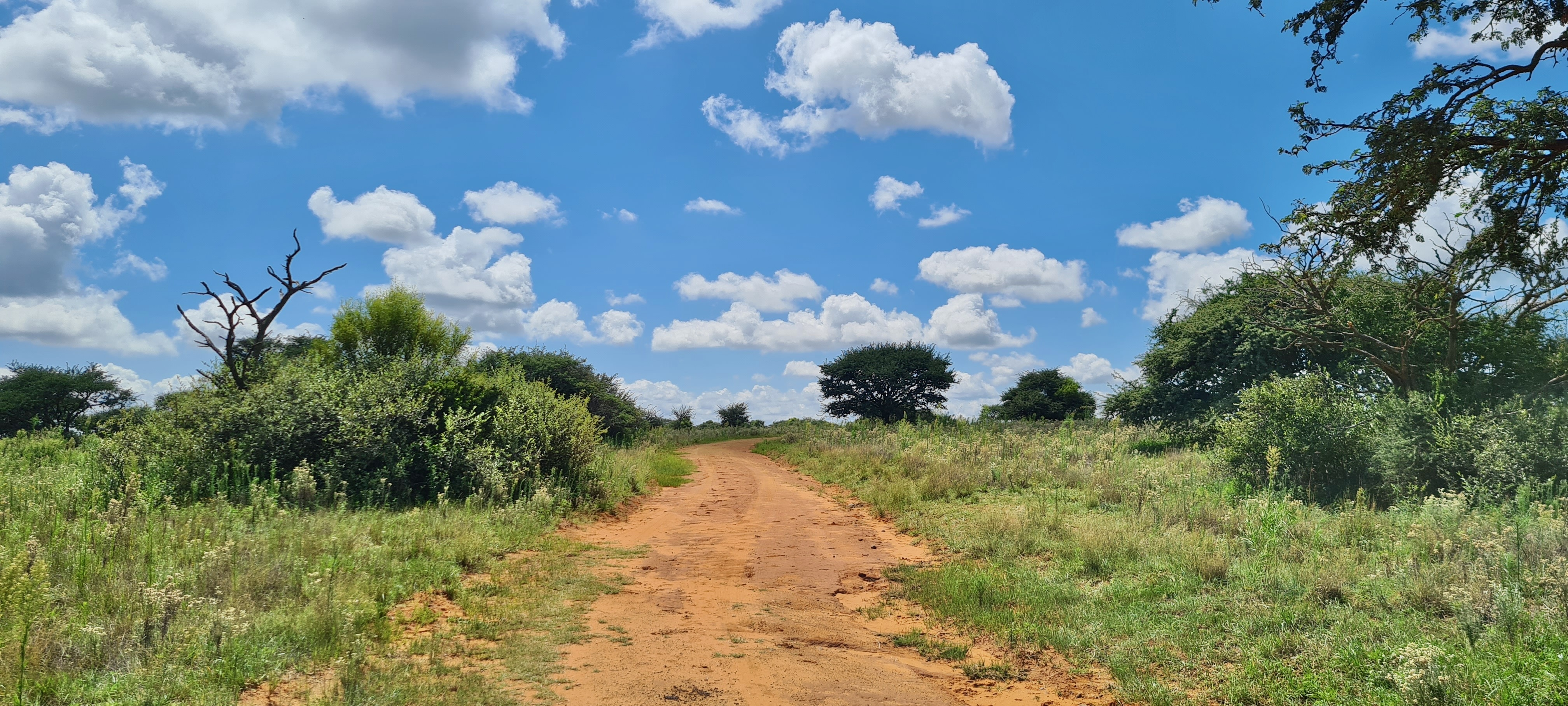
Reserva natural de Sandveld

- Rancho Tussen-die-Riviere, 220 km². El nombre significa "entre dos ríos", el río Orange y el río Caledon. Debido a su tamaño, alberga especies como la gacela saltarina o springbok, el alcéfalo o búbalo común, el ñu negro y el ñu azul, el redunca de montaña, la cebra e incluso el rinoceronte blanco. Entre las aves acuáticas, la tadorna africana, la garza real y la grulla del paraíso.[18]

- Reserva natural Soetdoring, 75 km2, a lo largo del río Modder. En la parte posterior, al este, del embalse de Krugersdrift. El entorno está muy humanizado, con cultivos y diversos salares, a unos 40 km al norte de Bloemfontein. La reserva se cierra a veces para proteger la fauna, que consiste en órice del Cabo, eland, springbok, blesbok, ñúes, cebras y alcélafos caama, mientras que los impalas y los kudus se encuentran en los matorrales de las riberas. En el embalse hay aves acuáticas. Hay alguna ruta de hiking y en el lago se practican deportes acuáticos.[19] El embalse de Krugersdrift tiene 18 km2 de superficie. La presa tiene una altura de 26 m y una longitud de 3114 m. Suelen verse por el embalse el tarro sudafricano, el ganso espolonado y el ganso del Nilo.
- Reserva natural Caledon, 37,5 km2, a 120 km al sudeste de Bloemfontein, entre Wepener, la población más cercana, y Smithfield. En la orilla occidental del embalse de Welbedacht, cerca de la frontera de Lesoto. Hay ñu negro, órice del Cabo, blesbok, alcélafo caama, springbok y cebra.[20] El embalse tiene una presa de 32 m de altura y 230 m de longitud, almacena 10,3 millones de m3 de agua y tiene 10,17 km2 de superficie, con un área de captación de 15.270 km2.
- Reserva natural Gariep, 110 km2. En la orilla norte del embalse de Gariep en el río Orange. Entre Bloemfontein (a 208 km) y Colesberg (a 48 km), alberga las mayores manadas de springbok de Sudáfrica. El embalse de Gariep, abierto en 1971, tiene una presa de 88 m de altura y 914 m de longitud con una central hidroeléctrica de 4 turbinas que producen 360 MW. Almacena el mayor volumen de agua de Sudáfrica: 5340 hm3, y tiene una superficie de 374 km2 en la frontera entre la provincia del Estado Libre y la del Cabo Oriental.[21]
- Reserva natural Sandveld, 370 km2 junto al embalse de Bloemhof, de 230 km2 de superficie, cuya mitad meridional pertenece a la provincia del Noroeste y alberga le Reserva natural del embalse de Blohemhof. Entre ambas reservas cubren cerca de 500 km² y rodean completamente el embalse. En el paisaje de sabana elevada, por encima de 1200 m, hay rinocerontes blancos, jirafas, antílope sable, antílope ruano, búfalos, ñúes y cebras.[22]
- Reserva natural del Embalse de Sterkfontein, 180 km2, al sudoeste de Harrismith, cerca de la Reserva natural de los montes Drakensberg. Alberga el embalse de Sterkfontein, de 70 km2, de gran atractivo para los pescadores. La reserva va de 350 a 1700 m de altitud y recibe unas precipitaciones que oscilan entre 700 y 1400 mm cerca de Lesoto, dando lugar varios biomas, afromontano, karoo y sabana, con unas 230 especies de aves, incluyendo el buitre del Cabo y el quebrantahuesos.[23]

### Provincia de Gauteng

Provincia de Gauteng

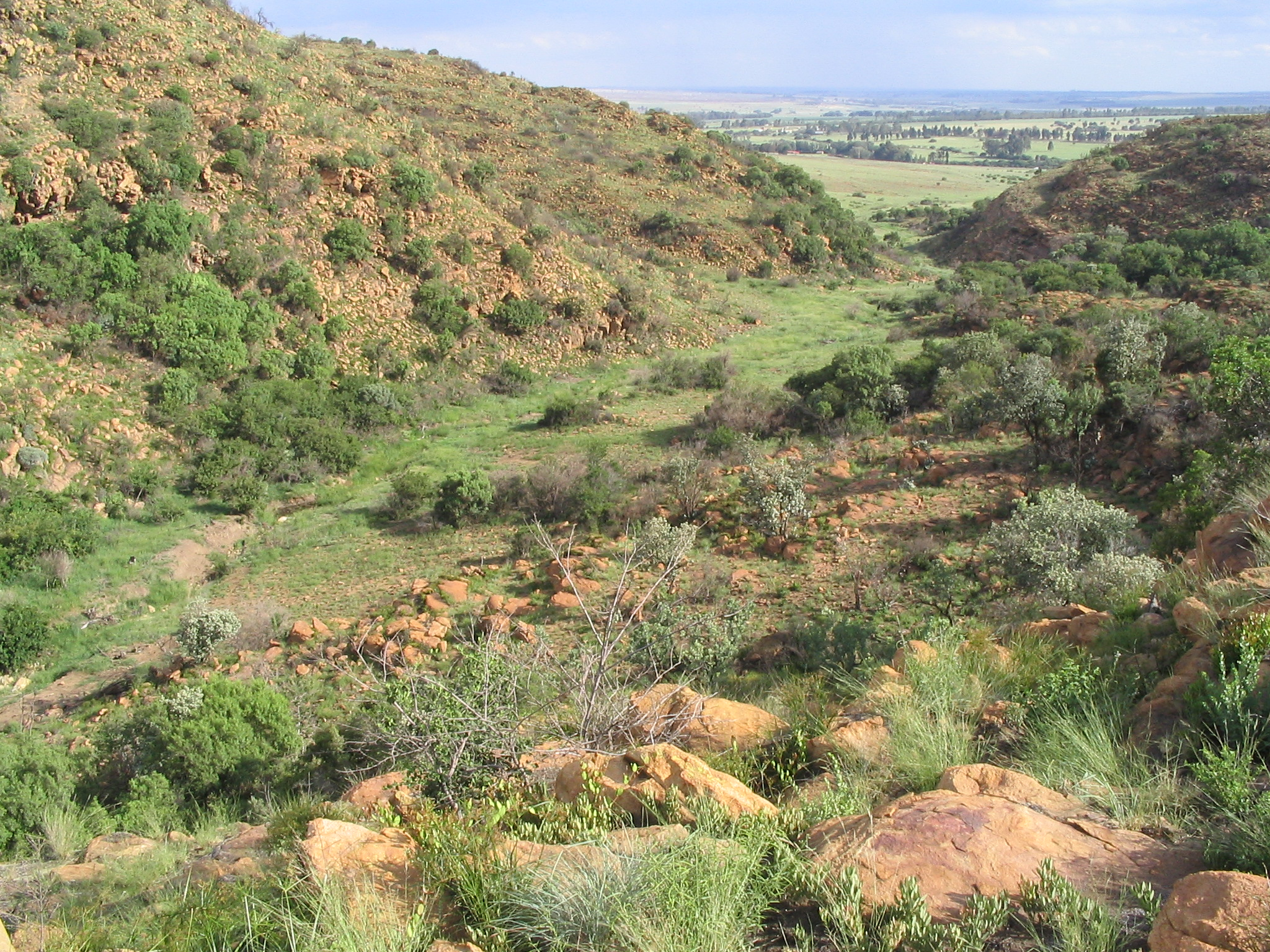
reserva natural de Suikerbosrand

- Reserva natural de Suikerbosrand, 116 km², cerca de Johannesburgo, como la reserva de Magaliesberg, es uno de los principales destinos turñisticos de la provincia de Gauteng, en el nordeste. El nombre procede de su asociación con Protea caffra, llamado en inglés Transvaal-sugar bush, aunque primero fue el líder voortrekker Andries Potgieter quien creyó que aquí crecía la caña de azúcar. La región se halla en el highveld, entre 1.500 y 1.900 m de altitud, con llanos, acantilados y gargantas, y la vegetación es el herbazal característico, en el que se encuentran impalas, redunca de montaña, raficero común, duiker, oribi, eland, alcélafo caama, ñu negro, kudu, cebra, gallina de Guinea, liebre y babuino, con una gran variedad de aves.[24][25]

- Reserva natural de Dinokeng, 190 km2, en el cuadrante nordeste de la provincia. Es la única reserva de Gauteng que posee los cinco grandes: elefante, león, leopardo, rinoceronte y búfalo. El nombre, tomado de las etnias baTswana y baPedi, significa lugar entre ríos, ya que se sitúa en las cuencas de los ríos Olifants y Limpopo. Lluvias entre 350 y 750 mm y temperaturas entre 0oC y 40oC.[26]

- Reserva natural de Suikerbosrand, 116 km², cerca de Johannesburgo, como la reserva de Magaliesberg, es uno de los principales destinos turñisticos de la provincia de Gauteng, en el nordeste. El nombre procede de su asociación con Protea caffra, llamado en inglés Transvaal-sugar bush, aunque primero fue el líder voortrekker Andries Potgieter quien creyó que aquí crecía la caña de azúcar. La región se halla en el highveld, entre 1.500 y 1.900 m de altitud, con llanos, acantilados y gargantas, y la vegetación es el herbazal característico, en el que se encuentran impalas, redunca de montaña, raficero común, duiker, oribi, eland, alcélafo caama, ñu negro, kudu, cebra, gallina de Guinea, liebre y babuino, con una gran variedad de aves.[27]

### Provincia de KwaZulu-Natal

KwaZulu-Natal en Sudáfrica

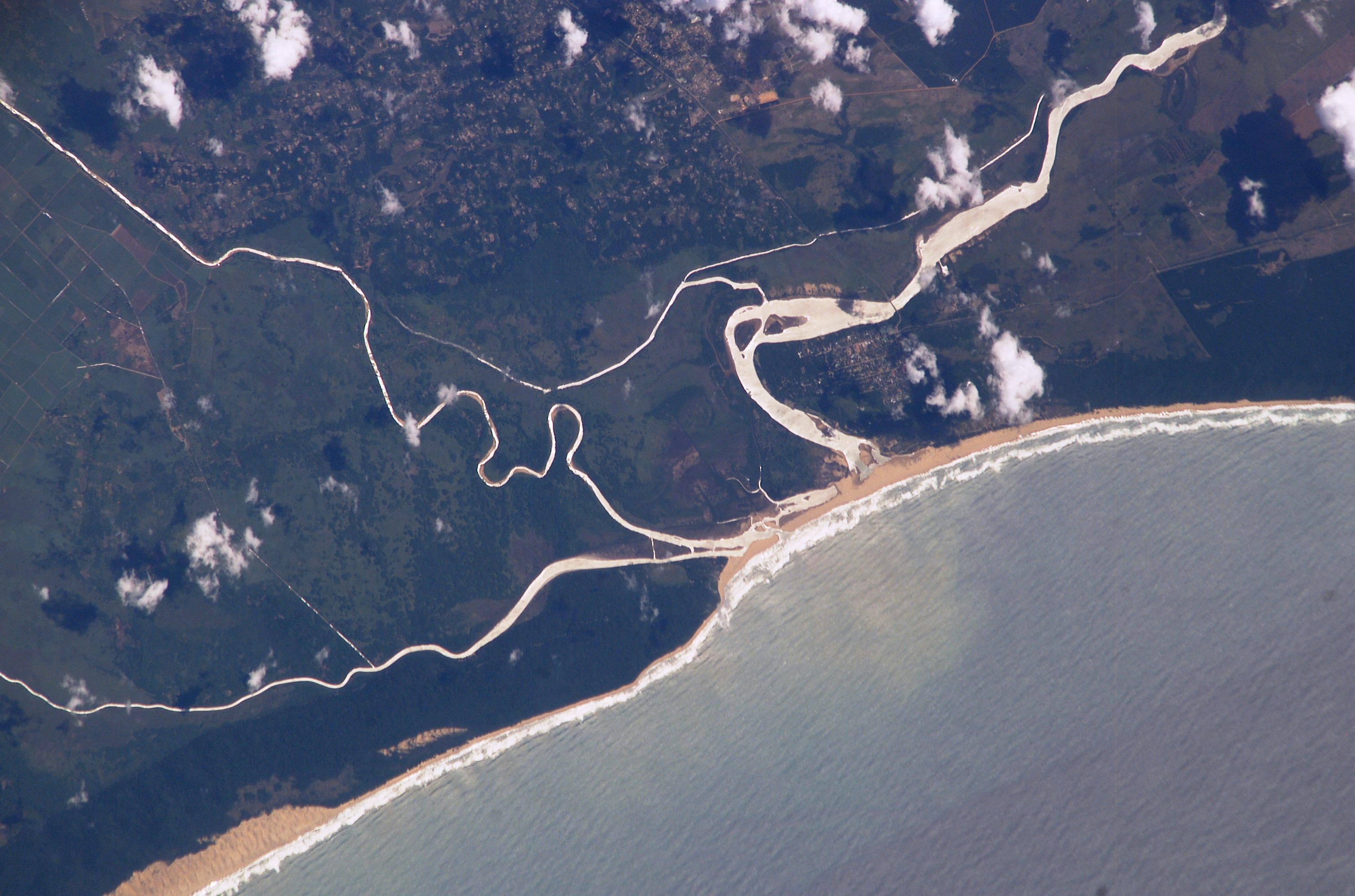
Estuario de Santa Lucia, que ahora forma parte del Parque del humedal de iSimangaliso. A la izquierda, el río Msunduzi, en el centro el río Umfolozi, con sus canales abandonados, y al norte, a la derecha, el estuario. El pueblo de Santa Lucía se ve en la curva del estuario. La zona jaspeada entre los ríos Msunduzi y Umfolozi muestra el humedal. A la izquierda hay campos de caña de azúcar. En el mar se trasluce el cieno.

En esta provincia de Sudáfrica, las reservas y parques nacionales se conocen como Ezemvelo KZN Wildlife.
Públicos:

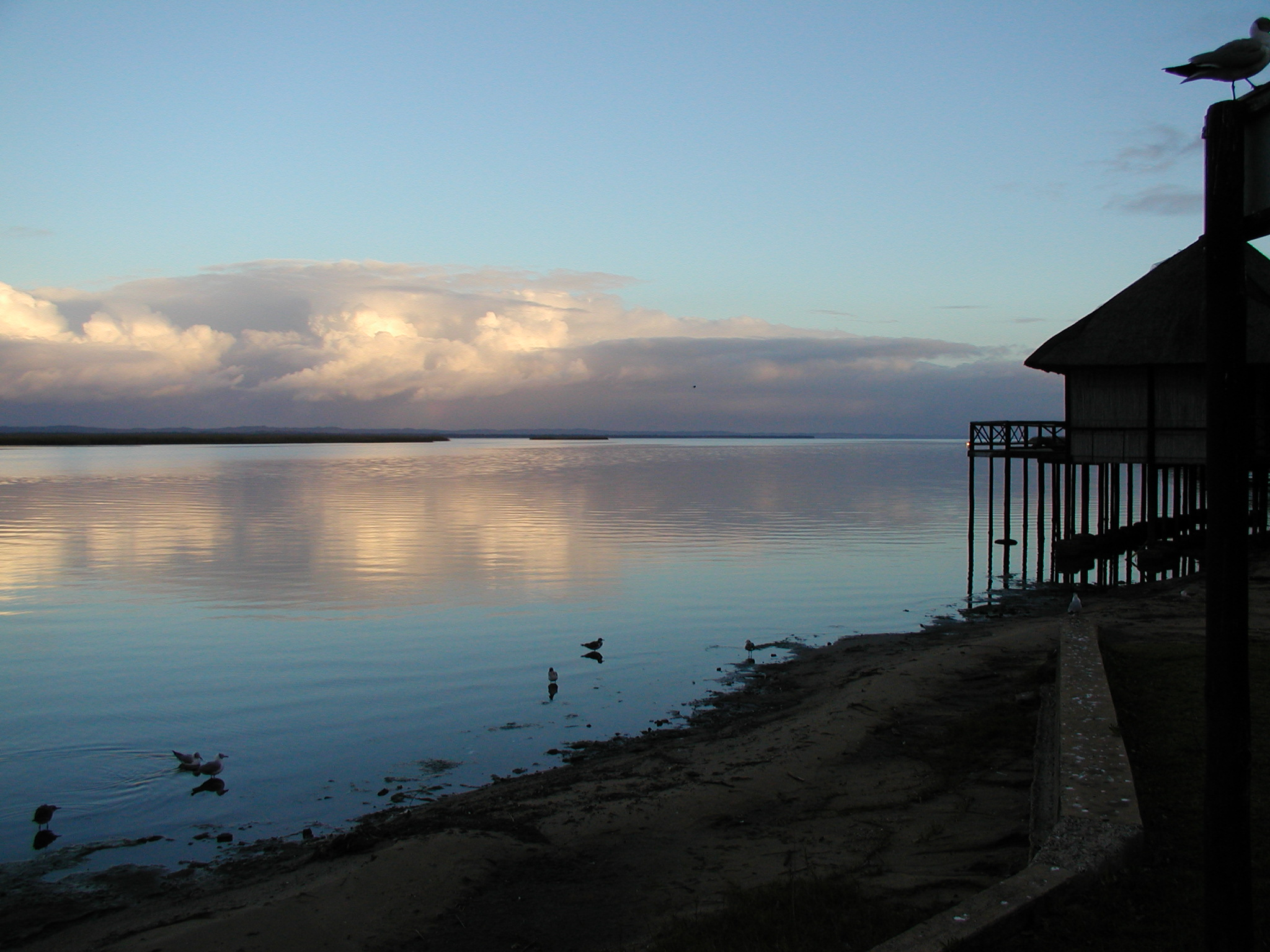
Humedales de Santa Lucía en el Parque del Humedal de iSimangaliso

- Parque del Humedal de iSimangaliso, hasta 2007 de Santa Lucía, 3280 km2 con 280 km de línea costera que incluye 13 zonas conservadas, entre ellas las reservas naturales del lago Etrza, de Mapelane y de Sondwana Bay, la reserva y el santuario marinos de Santa Lucía (60 km de laguna costera paralela a la costa, con más de mil hipopótamos y cocodrilos), False Bay, el lago Sibayi, la bahía Kosi, el cabo Vidal, Eastern Shores, Charters Creek, Western Shores, Sodwana Bay, uMkhuze y Coastal Forest. Cuatro humedales dentro del parque son sitios Ramsar: el lago Sibaya (77,5 km²), los arrecifes de coral y la playa de las tortugas de Tongaland (395 km² de reserva marina), la bahía de Kosi (110 km²) y el sistema de Santa Lucía (St. Lucia System, 1.555 km²).[28][29]

- Parque Hluhluwe-Imfolozi, 960 km² de colinas y montañas que fueron una vez cazadero del rey Shaka. Está compuesta por la Reserva de caza Hluhluwe, donde habitan los cinco grandes de África y el parque Hluhluwe Imfolozi, una zona de acomodación cuya sección sur es la reserva de caza Imfolozi, la más antigua de Sudáfrica, establecida en 1895, renovada para la conservación del rinoceronte blanco.[30]

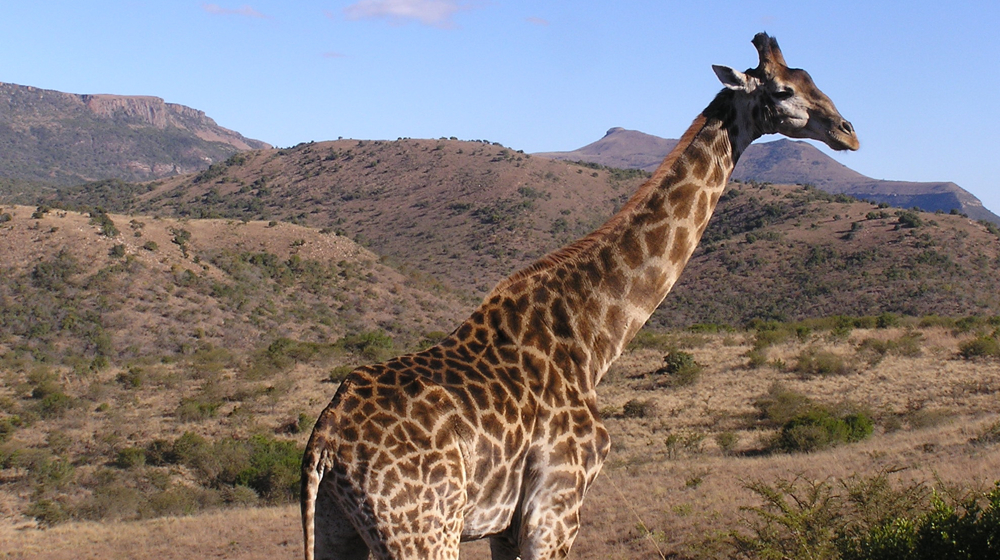
Las jirafas son muy abundantes en la reserva de Ithala

- Reserva natural de Ithala, 290 km2, en los montes Ngotshe, en un profundo valle entre 400 y 1450 m de altura, en el río Pongolo, en el thornveld del norte de la provincia, con una vegetación densa de matorrales espinosos adaptados a un clima seco. La zona es geológicamente interesante por la antigüedad de las rocas, que rozan los 3000 millones de años. En el valle, la vegetación es más profusa, en las alturas hay mesetas herbáceas y en las montañas hay cañones y gargantas donde resaltan las palmas, los aloes y Bauhinia galpinii, que produce flores rojas de forma abundante y es conocida localmente como 'orgullo de De Kaap'. Hay restos de poblamiento humano de hace 20.000 años. En los últimos quinientos años, está poblada por los nguni. Entre los animales, rinocerontes, elefantes, búfalos y jirafas, estas tan abundantes que son emblema del parque, así como toda clase de antílopes. No hay leones. Entre los depredadores, leopardos y hienas. Entre las aves, águilas, buitres, avestruces y pájaros secretario. Hace años, se reintrodujo el picabueyes piquirrojo desde el parque Kruger.[31]

- Reserva de caza Mkuze, 400 km2, en el norte de Zululandia, desde 1912, posee sabana, bosque, zonas arenosas, bosques de ribera, salares, praderas, acantilados y aristas rocosas. Se encuentra al noroeste del estuario marino de Santa Lucía, que forma parte del Parque del humedal de iSimangaliso, patrimonio de la humanidad desde 1999. Hay unas 400 especies de aves. Entre los animales hay elefantes, rinocerontes, hipopótamos, chacales, jirafas, elands, kudus y otros antílopes, así como leopardos, guepardos y hienas.[32]

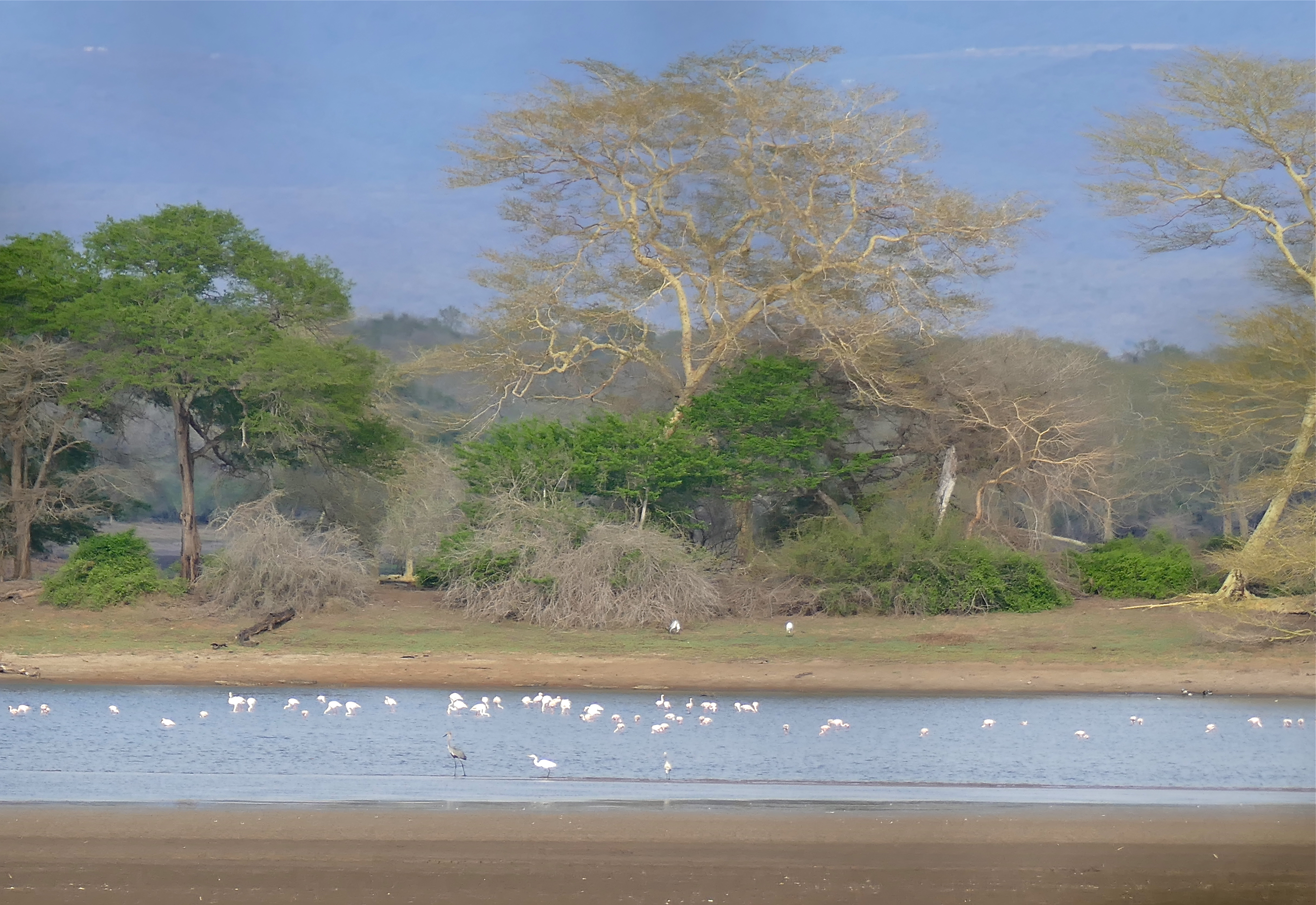
Reserva de caza de Ndumo

- Reserva de caza Ndumo, 102 km2, en el distrito del nordeste de Zululandia conocido como Maputalandia. En la frontera con Mozambique, donde el río Pongola se une al río Maputo. Adyacente el Parque de elefantes de Tembe, de 300 km2. Entre los hábitats se encuentran los bosques sobre dunas, los bosques de ribera, llanuras de inundación y aluviales, praderas, salares, humedales, bosques de acacias y un denso matorral de malezas espinosas, principalmente acacias (thornveld). Entre los mamíferos, hay nyalas, hipopótamos, rinocerontes, cocodrilos del Nilo, impalas y búfalos del Cabo. No hay grandes felinos, y los elefantes abundan en el vecino Tembe. Entre las aves, hay garceta negra, pelícanos y gansitos.[33]

- Reserva natural Midmar, 23 km2, en torno al embalse de Midmar, a 7 km al oeste de Howick, en el río Umgeni. Entre 1045 y 1138 m de altitud sobre un suelo rocoso y ondulado con poca tierra, cubierto de herbazales en un clima templado con precipitaciones de 775 mm anuales que caen entre octubre y marzo. Entre los mamíferos hay en altílope oribi, la musaraña Suncus infinitesimus y la comadreja rayada africana. En la estrecha franja del embalse hay otros antílopes, ñues y cebras. Entre las aves, grulla coronada cuelligrís y torillo enano, entre otras.[34] El embalse, construido en 1965, cubre 18 km2 y acumula 235 hm3. La presa tiene 30 m de altura y 1423 m de longitud. El embalse tiene un club de yates y es famosa por la Midmar Mile, una carrera de natación que en 2009 fue reconocida como la mayor del mundo en aguas abiertas, aunque la distancia recorrida es de solo 1 milla, pero con 13.755 participantes.[35]

- Reserva natural Oribi Gorge
- Reserva natural Umtamvuna
- Reserva natural Spioenkop Dam

Privados:

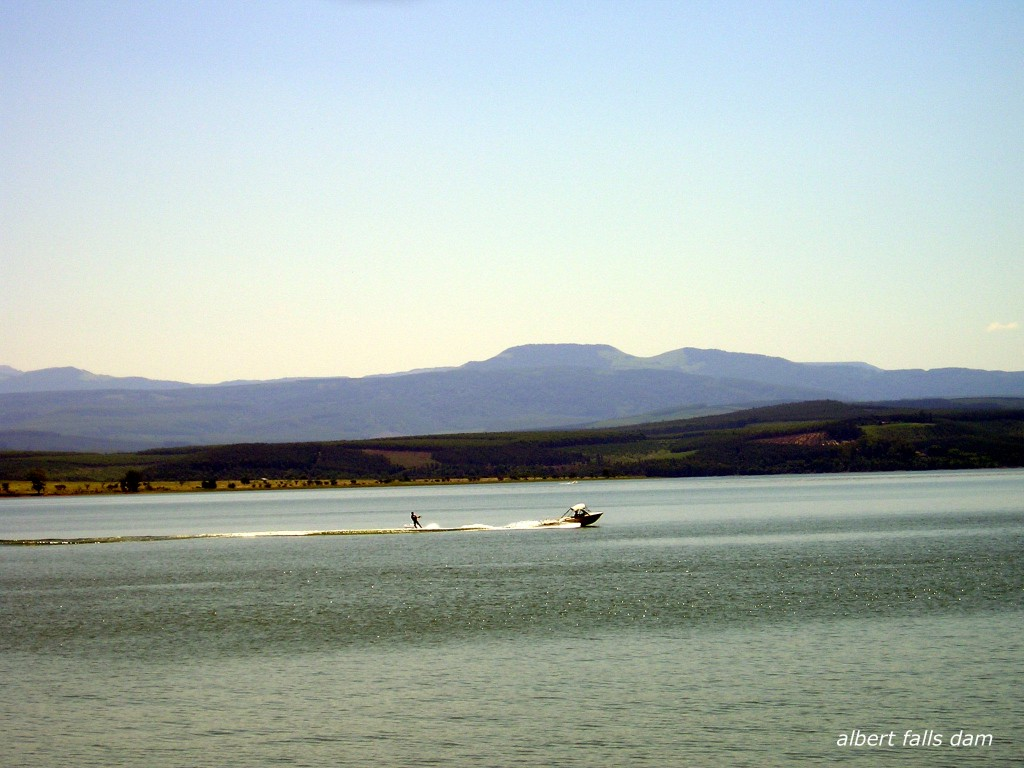
Embalse de Albert Falls en la reserva del mismo nombre

- Reserva natural de Chelmsford. A 23 km de Newcastle en el norte de KwaZulu-natal, en la N11 entre Newcastle y Ladysmith. Rodea el embalse de Ntshingwayo, en el río iNgagane y es el tercero en tamaño de la provincia. Sabana hrbácea o veld con acacias y especies como ñus, alcélafos, springbok o gacela saltarina de El Cabo y blesbok.[36]
- Reserva natural de Coleford
- Reserva natural de Himeville
- Reserva natural de Karkloof
- Reserva natural de Kranskloof
- Reserva natural de Monte Currie, junto al embalse de Crystal Spring, a 240 km de Pietermaritzburg y 250 km de Durban. Está dominada por el monte Currie, en el Drankensberg, de 2225 m de altura, con una preeminencia sobre el entorno de 506 m,[37] en cuyas laderas herbáceas están salpicadas de arbustos de Protea y algún parche de bosque montano. En el embalse se han registrado unas 220 especies de aves, y el entorno posee monumentos históricos relacionados con los pioneros europeos y a los muertos en la Primera Guerra Mundial.[38][39]
- Reserva natural de Phinda

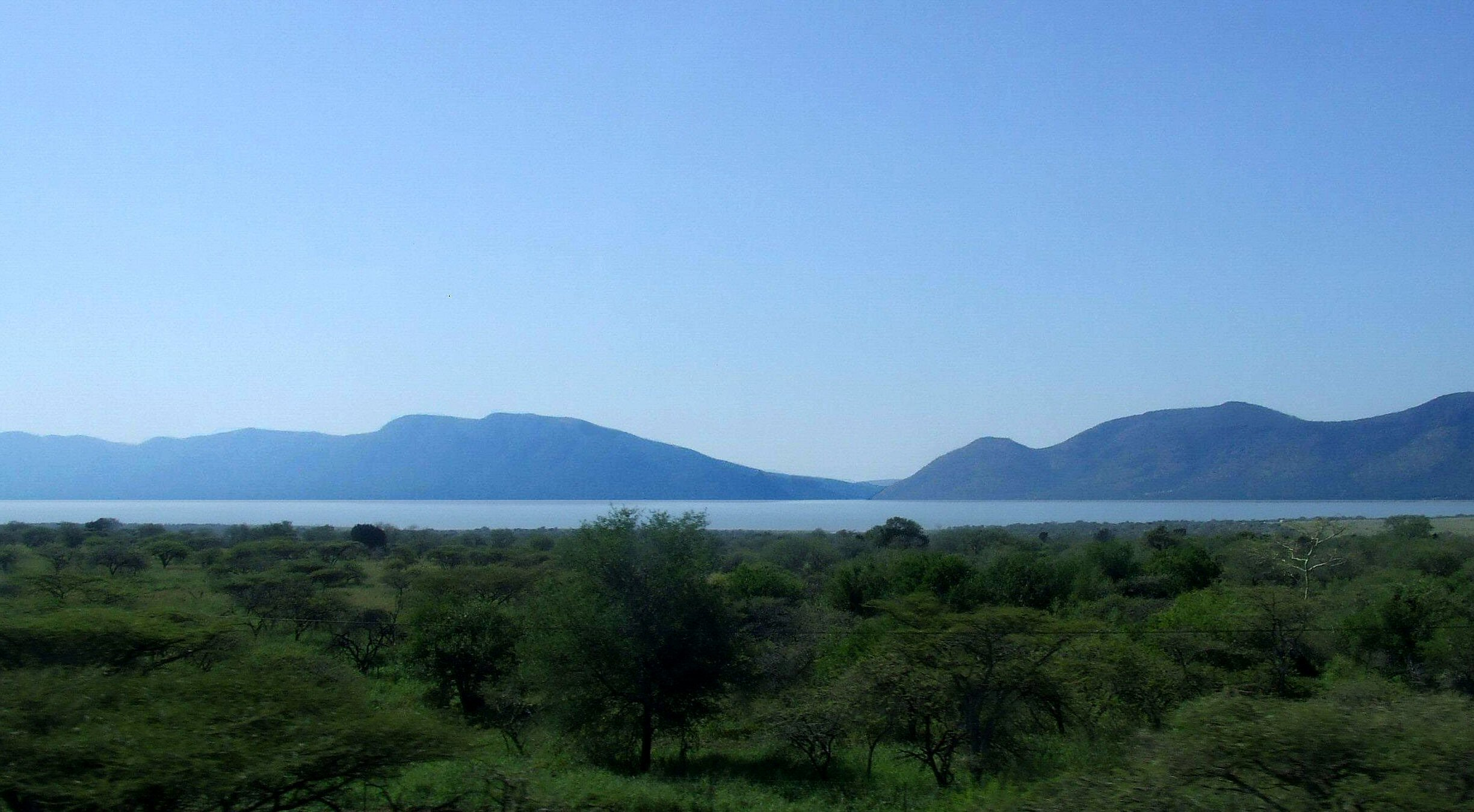
Embalse de Pongolapoort o lago Jozini en la Reserva natural de Pongola

- Reserva natural de Pongolapoort, 132,76 km2, también conocida como Reserva natural de Pongola, en Zululandia, en el norte de la provincia, con las montañas Lebombo como fondo, en el lado oeste del lago Jozini,[40] formado por la presa de Pongalopoort, de 89 m de altura y 451 m de longitud, en la frontera con Esuatini. El río Pongola, tributario del río Maputo, forma meandros dentro de la reserva, de oeste a este, antes de llegar al lago, que va de sur a norte. Las llanuras albergan cuatro de los cinco grandes: elefante, búfalo, rinoceronte y leopardo, pero no hay leones. Sí que hay hipopótamos que pueden verse incluso en el lago, conocido por la pesca del pez tigre.[41] Hay unas 350 especies de aves. El lago tiene 160 km2 y está rodeado por un paisaje de bushveld, un tipo de sabana arbolada.[42]
- Reserva natural de Vernon Crookes
- Reserva natural de Umlalazi
- Reserva de caza Albert Falls, 30 km2, cerca de Pietermaritzburgo, en torno al embalse de Albert Falls, creado en 1976 con 23,5 km2 de superficie y 290 millones de m3 de agua. La presa tiene 33 m de altura y 2 km de longitud. En el entorno hay cebras, impalas, blesbok, duikers, springboks, eduncas, etc. No hay depredadores ni ninguno de los cinco grandes. El emblema de la reserva es el pigargo vocinglero o águila pescadora africana.[43] En 2006 se descubrió en el embalse el cianoflagelado Ceratium hirundinella, especie invasora propia de aguas contaminadas y eutrofizadas.[44]
- Reserva de caza Richards Bay
- Reserva de caza Shongweni
- Reserva de caza Weenen

### Provincia de Limpopo
Públicos:
- Parque nacional de Mapungubwe
- Parque nacional de Marakele

Privados:
- Reserva natural de Ben Alberts
- Reserva natural de Mokolo Bam
- Reserva natural de Rust de Winter

Provincia de Limpopo

- Reserva privada de caza de Mapesu. Adjunta al parque nacional de Mapungubwe, con el que comparte 12,5 km por el norte. La entrada está a 7 km al este de la entrada al parque nacional. Se creó en 2014 con unos 125 km2 para proteger varias especies de aves, mamíferos y árboles. Está previsto que forme parte del Área de conservación transfronteriza del Gran Mapungubwe como parte de la propuesta Reserva de caza del Valle del Limpopo. Pertenece a la ecorregión de sabana arbolada de mopane. Se han registrado hasta 383 especies de aves y entre los mamíferos figuran los cinco grandes de África, elefante, búfalo, leopardo, rinoceronte blanco y león. En 2017 se reintrodujeron guepardos y en 2019, licaones.[45]

### Provincia de Mpumalanga
Privados:

Provincia de Mpumalanga en Sudáfrica

- Reserva natural de Nooitgedacht Dam, 30 km2, en el highveld, a unos 10 km al noroeste del pueblo de Carolina. La reserva rodea el embalse de Nooitgedacht, donde nace el río Komati. Hay antílope blesbok, gacela saltarina de El Cabo, ñu negro, alcélafo caama, cebra, redunca y la reciente reintroducción del búfalo.[46]
- Reserva natural de Sabi Sand, 650 km2, adyacente al parque nacional Kruger, con 50 km abiertos al parque, formada por varias reservas más pequeñas, algunas no se visitan, otras sí, como Londolozi y Sabi Sabi, donde se encuentran los mejores alojamientos de lujo. En todas se disfruta de los cinco grandes.[47][48]
- Reserva natural de Sterk Spruit
- Reserva natural de OhrigStad Dam, 25,36 km2, bajo el escarpe de Drakensberg, en la R533, al oeste del histórico pueblo minero de Pilgrim Rest. Zona de transición entre la montaña y las tierras bajas en torno al embalse de Ohrigstad. Hay unas 200 especies de aves. El embalse se creó en 195 con fines de regadío. La presa tiene 52 m de altura y 377 m de longitud. El embalse, en Ohrigstad, tiene 99 ha de superficie y almacena 14,2 millones de m3 de agua.[49]
- Reserva de caza de Josefsdal Songimvelo, 480 km2, es la mayor reserva natural en Mpumalanga. Alberga más de 1400 especies, incluida la última población silvestre de la cícada Encephalartos lanatus. El paisaje es de sabana con montes de hierba y colinas rocosas que rompen en horizonte. Hay 4 de los 5 grandes mamíferos, pero es una reserva conocida por el rinoceronte blanco. Destacan las montañas Bulembu y los profundos valles y gargantas del río Komati. Hay unas 73 especies de mamíferos y sitios arqueológicos, con varios campamentos para turistas.[50]
- Reserva privada de caza de Londolozi, 150 km2 en el nordeste de Sudáfrica. Se encuentra dentro de la Reserva privada de caza de Sabi Sand, que tiene 650 km2, justo al oeste del parque nacional Kruger, en el nordeste de Sudáfrica. La reserva de Sabi Sand comparte 50 km de frontera sin vallar con el parque Kruger, permitiendo que los animales pasen entre ambas zonas libremente. Sabi Sand está formada por varias reservas individuales que no están abiertas al público, garantizando la virginidad de la zona. Londolozi sí que está abierta al público, y posee los cinco grandes, pero la estrella es la visita a los leopardos, ya que son fáciles de ver.[51]
- Reserva de caza Mala Mala
- Reserva de caza Mthethomusha
- Reserva de caza Sabi Sabi, forma parte de la Reserva natural de Sabi Sand, adyacente al parque nacional Kruger sin barreras. Incluye diversas reservas privadas, algunas no se visitan y otras sí, como Londolozi. Sabi Sabi da nombre a una zona privada con residencias de lujo que organiza safaris.
- Reserva de caza Loskop Dam

### Provincia del Cabo Septentrional
Públicos:

Provincia del Cabo Septentrional

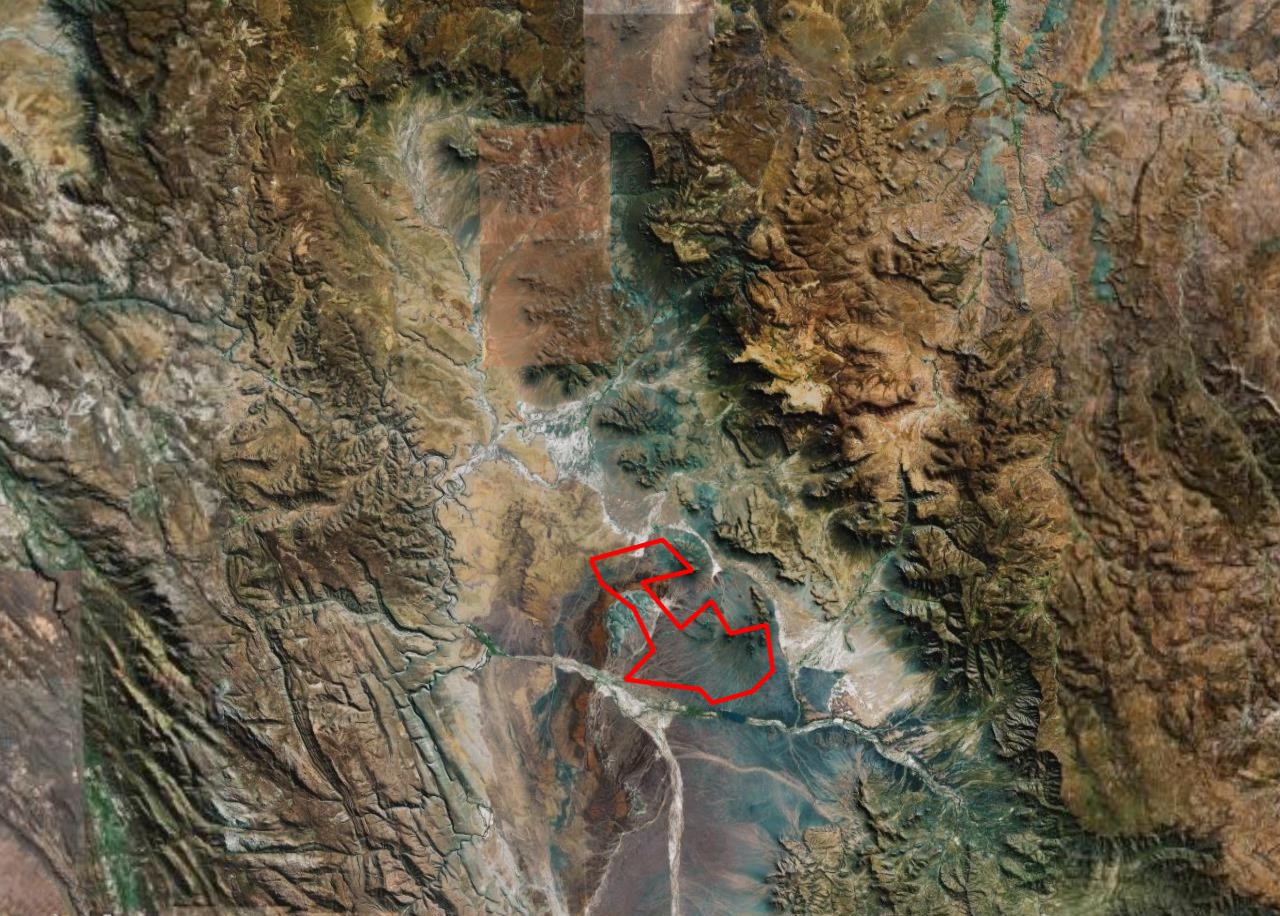
Parque nacional de Tankwa Karoo.

- Parque nacional de las Cataratas Augrabies
- Parque nacional Namaqua
- Parque nacional de Richtersveld

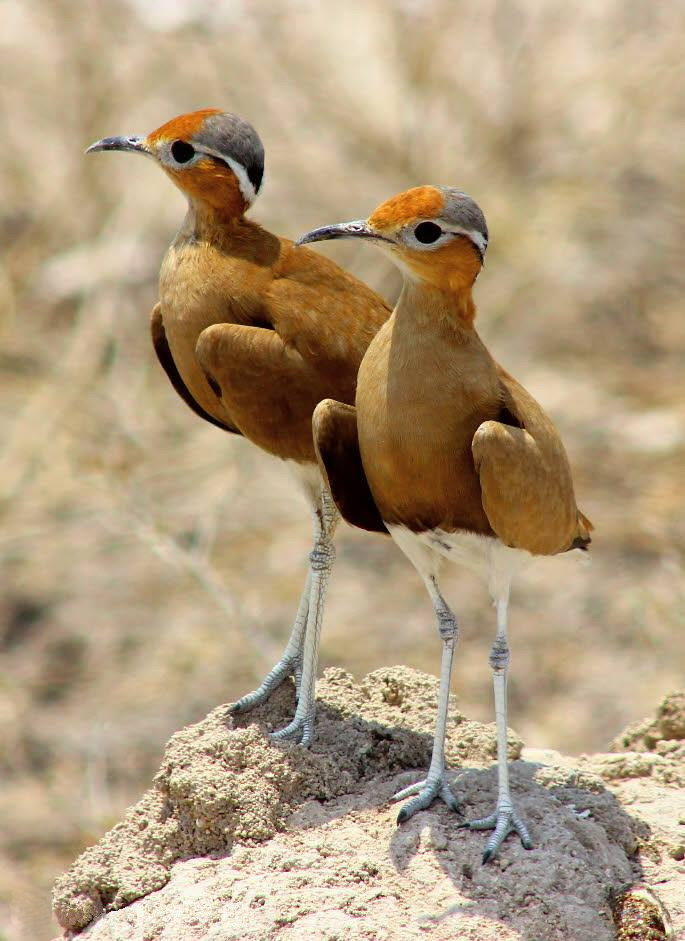
Corredor rufo, que se encuentra en las zonas secas del oeste de Sudáfrica y en Namibia.

- Parque Nacional de Tankwa Karoo, 1.436 km², entre las provincias de Cabo Septentrional y Cabo Occidental, en una de las regiones más secas de Sudáfrica, con menos de 100 mm anuales. Está rodeado, al este, por los montes Roggeveld, que culminan en Sneeukrans (1,739 m); por el oeste, por los montes Cederberg, que culminan en Sneeuberg (2026 m) y Tafelberg (1969 m); por el norte, por los montes Kouebokkeveld, que culminan a 1690 m, y por el sur, por las colinas de las montañas Koedoesberge y Klein Roggeveld, y el río Tankwa. Las temperaturas oscilan entre los 5.oC del invierno y los 40.oC del verano. Corredor rufo, que se encuentra en las zonas secas del oeste de Sudáfrica y en Namibia.La vegetación es de suculentas, matorrales y hierbas estacionales. Se han introducido antílopes como la gacela saltarina en los llanos y el saltarrocas, en las colinas occidentales. Y, en el este, también el antílope cabrío y el gran kudú. Entre las aves, el corredor rufo, la alondra namaqua y el colinegro tractrac. Asimismo, abundan las aves acuáticas en las riberas del río Tankwa y en el entorno del embalse de Oudebaaskraal.[52]

- Parque Nacional de Vaalbos, 220 km². Es un parque no operativo porque se encuentra en la zona de las minas de diamantes, es demasiado pequeño y el ruido de las máquinas altera la vida salvaje.[53]

- Parque nacional de Mokala, 275 km2. Es uno de los más recientes, desde 2007, en el este de la Provincia del Cabo Septentrional. A 80 km al sudoeste de Kimberley, recibe el nombre en setsuana por la Acacia erioloba o espina de jirafa, que domina el paisaje, que cracen desde 2 hasta 16 m de altura. El paisaje está formado por colinas (koppieveld) y amplias llanuras con colinas aisladas de diabasa (granito negro) que contrastan con las amplias llanuras arenosas del norte y el oeste del parque. Las aguas drenan hacia la frontera norte por el río Riet. la vegetación es de transición entre los biomas del karoo y el Kalahari. La sabana con acacias atrae a numerosas especies de aves que incluyen la prinia pechinegra, la avefría armada, la alondra melodiosa, el escribano canelo, el chotacabras pecoso, el roquero de Namibia, el halconcito africano y el sisón negro aliclaro. Entre los mamíferos, rinocerontes, búfalos, tsessebes, antílopes, jirafas, cebras, ñus, kudus, avestruces, duikers, springboks, etc.[54]

Privados:

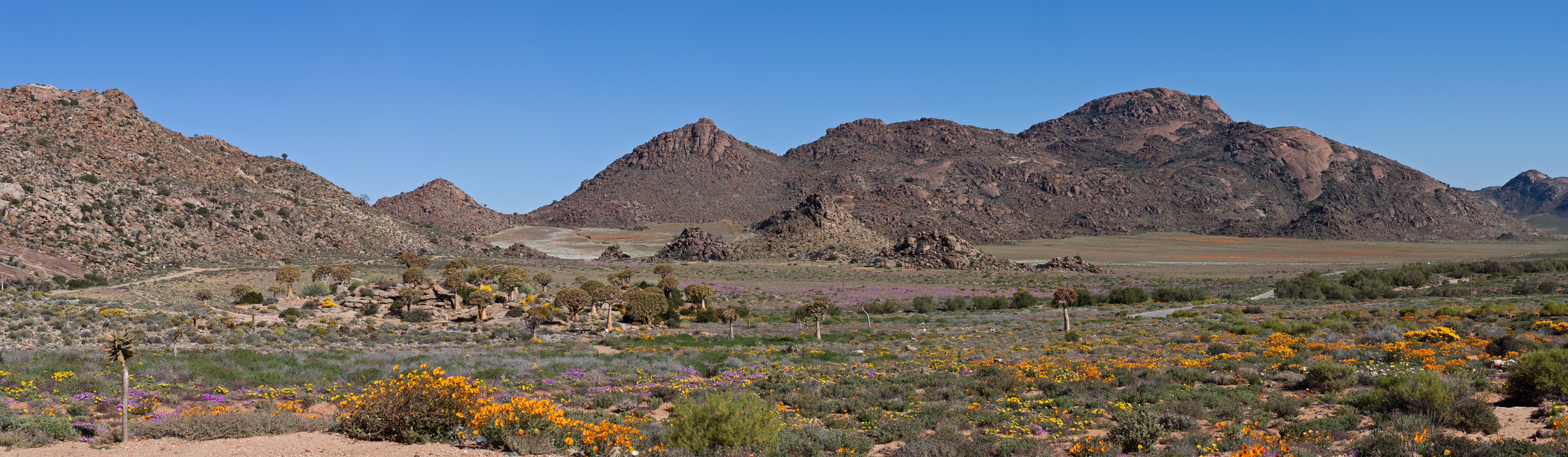
Reserva natural de Goegap

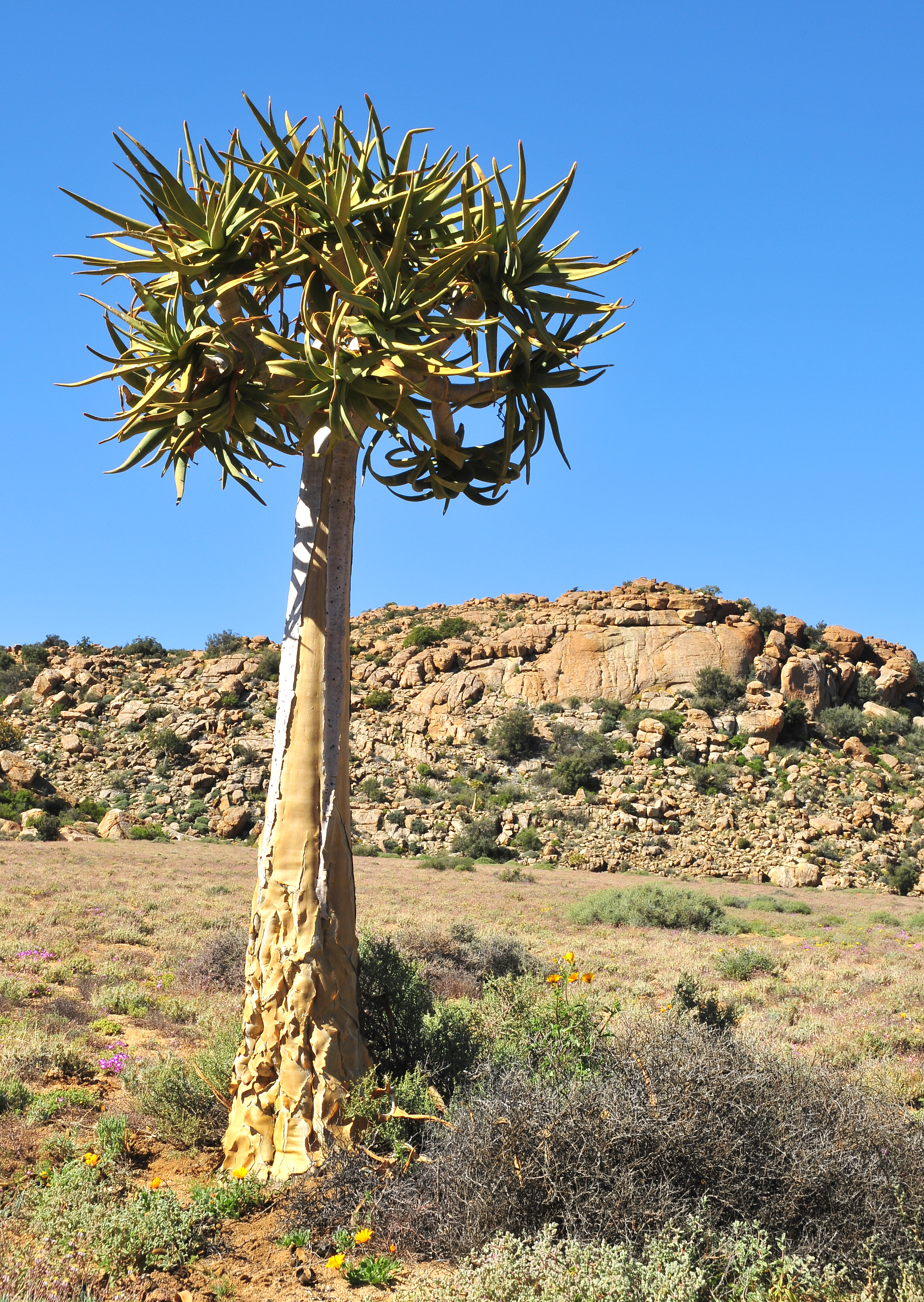
Árbol de quiver en Goegap

- Reserva natural de Goegap, 228 km2. Gestionada por el Departamento de Agricultura regional, se formó a base de una serie de compras de terrenos, algunos aun sin protección oficial.[55] A 15 km al sudeste de Springbok, región de Namaqualand. Consiste en un cinturón costero de unos 100 a 150 km de anchura con un paisaje que forma parte del bioma karoo suculento, una plataforma costera con elevaciones esporádicas en contraste con las elevadas montañas del Richtersveld y el norte de Namaqualand. Las temperaturas oscilan entre los -2,8oC de julio y los 39,3oC de enero/febrero, con lluvias escasas que oscilan entre 100 y 300 mm anuales. Se dice que el 40 % de las plantas suculentas del mundo, unas 10.000 especies, se encuentran aquí. Entre los géneros vegetales, Amaryllidaceae, Asclepiadaceae, Asteraceae, Crassulaceae, Eriopermaceae, Euphorbiaceae, Mesembryanthemaceae y Zygophyllaceae. Hay amplias poblaciones de Aloe dichotoma o árbol de quiver, así como Aloe ramossisima y Aloe pillansi. Hay unas 270 especies de invertebrados de las familias Anthophoridae, Apidae, Colletidae, Fideliidae,[56] Halictidae, Megachilidae y Melittidae. Entre las aves, unas 96 especies, incluida la reintroducida avestruz, el aquí raro gorrión común, y los más regionales águila marcial, avutarda de Namibia, búho del Cabo, águila cafre y camaróptera canela. Entre las 46 especies de mamíferos, el murciélago Eidolon helvum, el lirón de El Cabo y alguna vez la visita del leopardo. Hay 38 especies de reptiles, entre ellos la cobra escupidora de cuello negro, el gecko Ptenopus garrulus maculatus y el lagarto Agama. Destaca la tortuga leopardo, propia de zonas desérticas. Hay un río estacional, Droëdap, que se une al también estacional Buffels, que desemboca en el Atlántico en Kleinzee.[57]

- Reserva natural de Spitskop, 56,4 km2, en el desierto del Kalahari. Recibe el nombre de un koppie o inselberg de granito a 13 km del pequeño pueblo de Upington. La reserva consiste en llanuras arenosas interrumpidas por dos domos rocosos. Es conocida por sus alfombras de flores después de las lluvias veraniegas. Hay alcélafos, elands, cebras, oryx, raficeros y springboks.[58]

### Provincia del Noroeste
Privados:

Provincia del Noroeste

- Reserva natural de Bloemhof Dam, 250 km2, en la frontera enre las provincias del Noroeste y Estado Libre, que rodean el embalse de Bloemhof, en el río Vaal. La presa de Bloemhof se construyó a finales de los 1960, en la frontera entre las provincias Libre y del Noroeste. Tiene 33 m de altura y 4,2 km de longitud. El embalse, a 1230 m de altitud, es poco profundo, embalsa 1,27 millones de m3 de agua y abarca una extensión de 223 km2. Recoge las aguas de los ríos Vaal, Vet, Vals y Sand River. La presa forma parte del subsistema de presas Bloemhof, junto con los embalses de Vaal y Grotdraai en el río Vaal, y el de Serkfontein en el río Wilge, afluente del Vaal, y todos forman parte del Sistema del río Vaal, que incluye además los embalses de Woodstock y Driel, en el río Thukela, formando el Esquema de transferencia Thukela.[59] En el lado de la provincia del Estado Libre del embalse se encuentra la Reserva natural de Sandveld. Hay rinoceronte blanco, jirafa, búfalo, antílope sable y ruano, ñus, cebras y otros.
- Reserva natural de Marico Bosveld, 4472 km2. Reserva de la biosfera de la Unesco desde 2018 que incluye los ríos Molemane, Molopo y Marico, que forman parte del amplio Sistema dolomítico de acuíferos de la provincia del Noroeste, una serie de acuíferos cársticos dolomíticos esenciales para el aprovisionamiento de agua para los municipios y el riego.[60] Marico se halla en la intersección de tres cuencas, la del río Limpopo, la del río Vaal y la del río Orange a través del río Molopo. La mayor parte de la reserva se usa para el pastoreo. Se trata de un paisaje de sabana con cinco biomas: el highveld seco y el semiseco dentro de las zonas de hierba, el bushveld central y el del este del Kalahari dentro del bioma de sabana con arbustos, y el highveld con vegetación propia de zonas salinas, siendo el highveld la zona mesetaria del norte y nordeste de Sudáfrica entre 1500 y 2100 m de altitud. Se han registrado unas 315 especies de aves y 73 de mamíferos, entre ellas el kudu, el leopardo y la hiena. No hay elefantes ni leones ni rinocerontes.[61][62]
- Reserva natural de Molopo
- Reserva natural de S.A. Lombard. A 17 km al oeste de Bloemhof, es una de las tres reservas naturales en torno al embalse de Bloemhof. Las otras dos son la Reserva natural de Sandveld y la Reserva natural del embalse de Bloemhof. Lombard es uno de los primeros centros de investigación de la vida salvaje de Sudáfrica, acreditado por salvar de la extinción el ñu negro o de cola blanca. La reserva no está normalmente abierta al público, aunque hay un par de alojamientos. Tiene una variedad de antílopes, entre ellos el springbok, el alcélafo caama y cebras, en un paisaje de llanura herbácea del Kalahari, sin apenas árboles.[63]
- Reserva de caza Borakalalo

- Reserva de caza Botsalano, 60 km2, muy seca, con corrientes de agua estacionales que fluyen hacia el río Molopo en la estación de las lluvias, comprende gran parte del veld (prado) espinoso (thornveld) con algunos humedales en las llanuras inundables. Hay muchos termiteros y bosquetes de árboles espinosos de Acacia, karee y Ziziphus mucronata o espino búfalo.[64] Hay dos de los cinco grandes, búfalo y rinoceronte blanco, así como springbok, eland y órix blanco. Entre las aves, buitre del Cabo y buitre orejudo. No ahy depredadores, y abundan los puercoespines, búhos, mochuelos y pangolines.[65]

- Reserva de caza Madikwe
- Reserva de caza Pilanesberg
- Área natural Magaliesberg

### Provincia del Cabo Occidental
Públicos:

Provincia del Cabo Occidental

- Parque nacional Agulhas, 209, 59 km², en la llanura Agulhas, en el sur de la región Overberg del Cabo Occidental, a unos 200 kilómetros (120 millas) al sureste de Ciudad del Cabo. Es la zona donde el océano Atlántico se encuentra con el océano Índico.

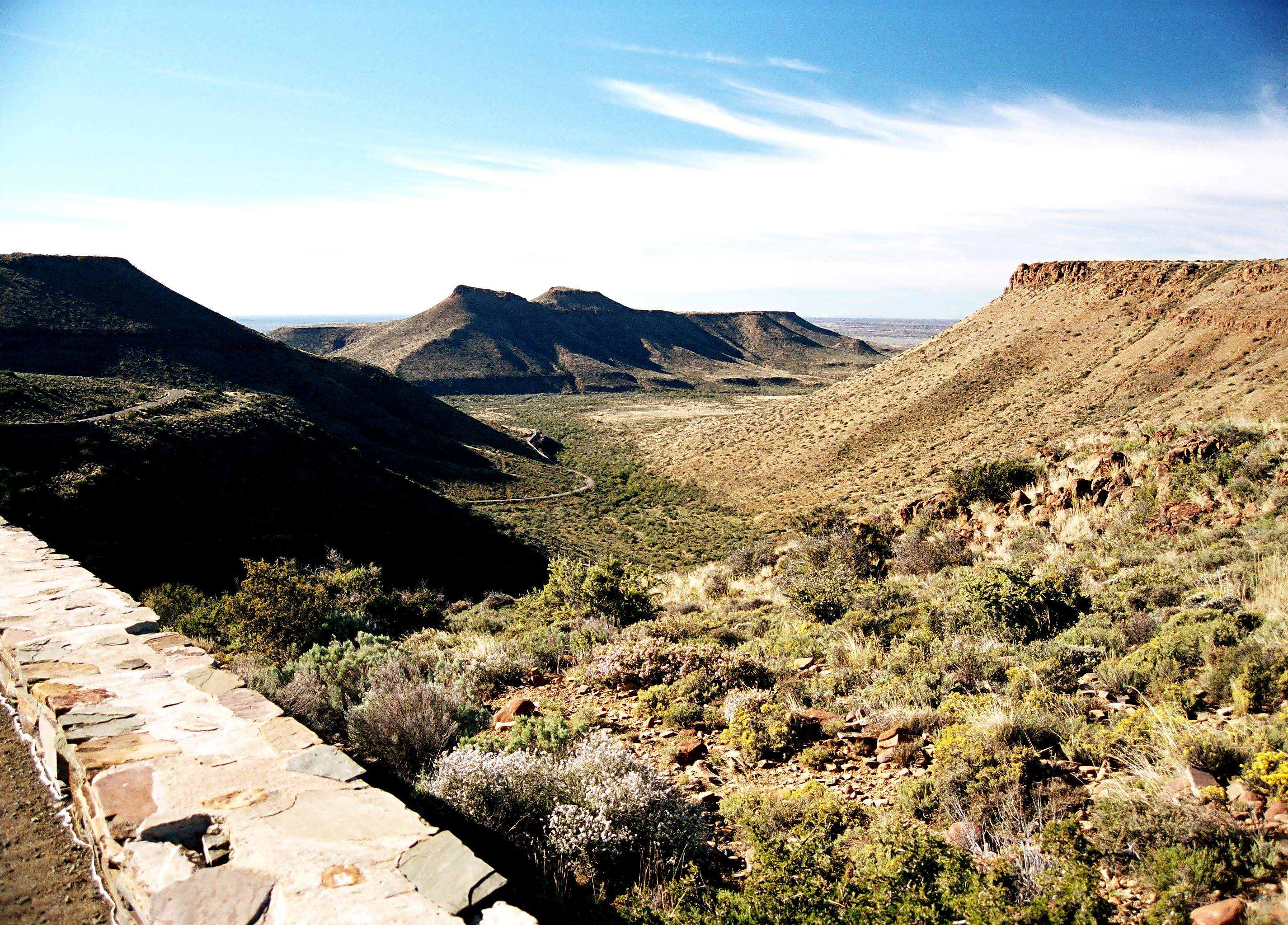
Parque nacional Karoo desde el paso Klipspringer. El escarpe está cubierto aquí por dolerita, una roca ígnea, lo que le da el borde afilado.

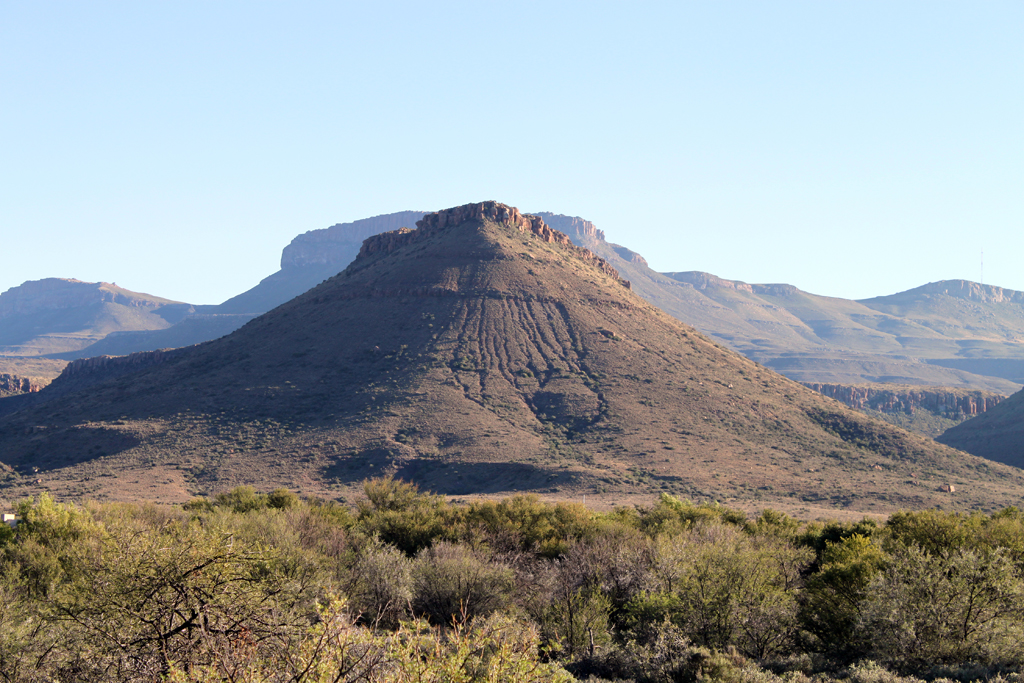
Colinas en el parque nacional Karoo, formadas por limolitas cubiertas de arenisca sólida, en lo que se denomina estratos siliciclásticos.

- Parque nacional Karoo, 768 km², en la provincia Cabo Occidental, en el Gran Karoo, centro sur del país, con parte en el Bajo Karoo, a 850 m, y parte en el Alto Karoo, a 1300 m. Las temperaturas oscilan entre los 3,5.oC del invierno y los 35.oC del verano, que es cuando se dan las lluvias. Hay unas 66 especies mamíferos, entre ellos el búfalo, el rinoceronte negro, la cebra de montaña de El Cabo y el eland común.[66] Tanto la parte superior como la inferior del escarpe dentro del parque se encuentran en el Grupo Beaufort del Supergrupo Karoo, una serie de estratos depositados en el desierto de Kalahari entre el Carbonífero tardío y el Jurásico temprano. Beaufort es el área más extensa y ocupa unos 145.000 km².

- Parque nacional Montaña de la Mesa, 221 km².

- Parque nacional Garden Route, 1261 km². Surge de la unión del parque nacional Wilderness y el parque nacional Tsitsikamma, junto con otras zonas protegidas cercanas a la costa. Hay un bosque nativo importante de unos 600 km², incluyendo el tipo de vegetación del fynbos. El llamado parque nacional del Lago Knysna es una sección de este parque en la zona de la costa, una zona de estuario donde se puede encontrar el caballito de mar Hippocampus capensis, el camaleón enano de Knysna, el ostrero negro africano y el bosque de Harkerville, donde se pueden hacer excursiones.[67]

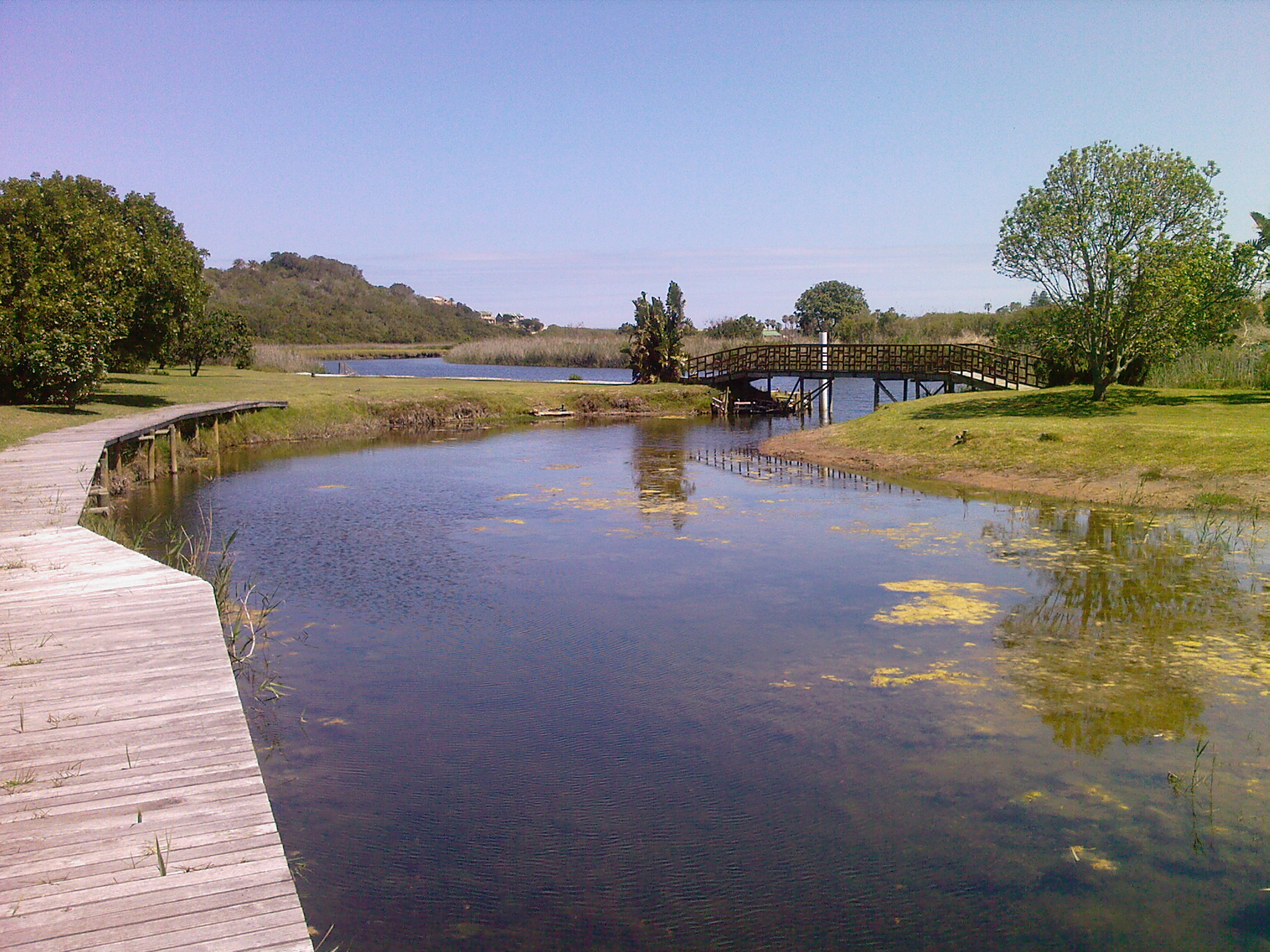
Zona occidental del parque nacional Garden Route, sección Wilderness, en una zona de descanso.

- Parque nacional West Coast, 363 km², en la provincia Cabo Occidental, bordeada por el océano Atlántico por el oeste. A 120 km al norte de Ciudad del Cabo. El clima es mediterráneo semiárido.[68] Junto con las islas de la bahía de Saldanha, donde desemboca el lago Langebaan, reserva marina desde 1973, por el sur, es zona de interés para las aves. Hay grandes antílopes, cebras, duikers y avestruces, así como zorros, mangostas y caracales. La zona que rodea el lago es tierra del sisón negro alioscuro, el francolín de El Cabo, el francolín aligris, el pájaro moscón de El Cabo, el carbonero gris, el zorzal hormiguero meridional, el serín gorjiblanco, el serín amarillo, la alondra del Karoo, la curruca sureña, el bubú silbón y el escribano de El Cabo.[69]

- Parque nacional del Bontebok, 27,86 km².

Privados:
- Reserva natural Marloth
- Reserva natural de De Hoop
- Reserva natural de Gamka Mountain

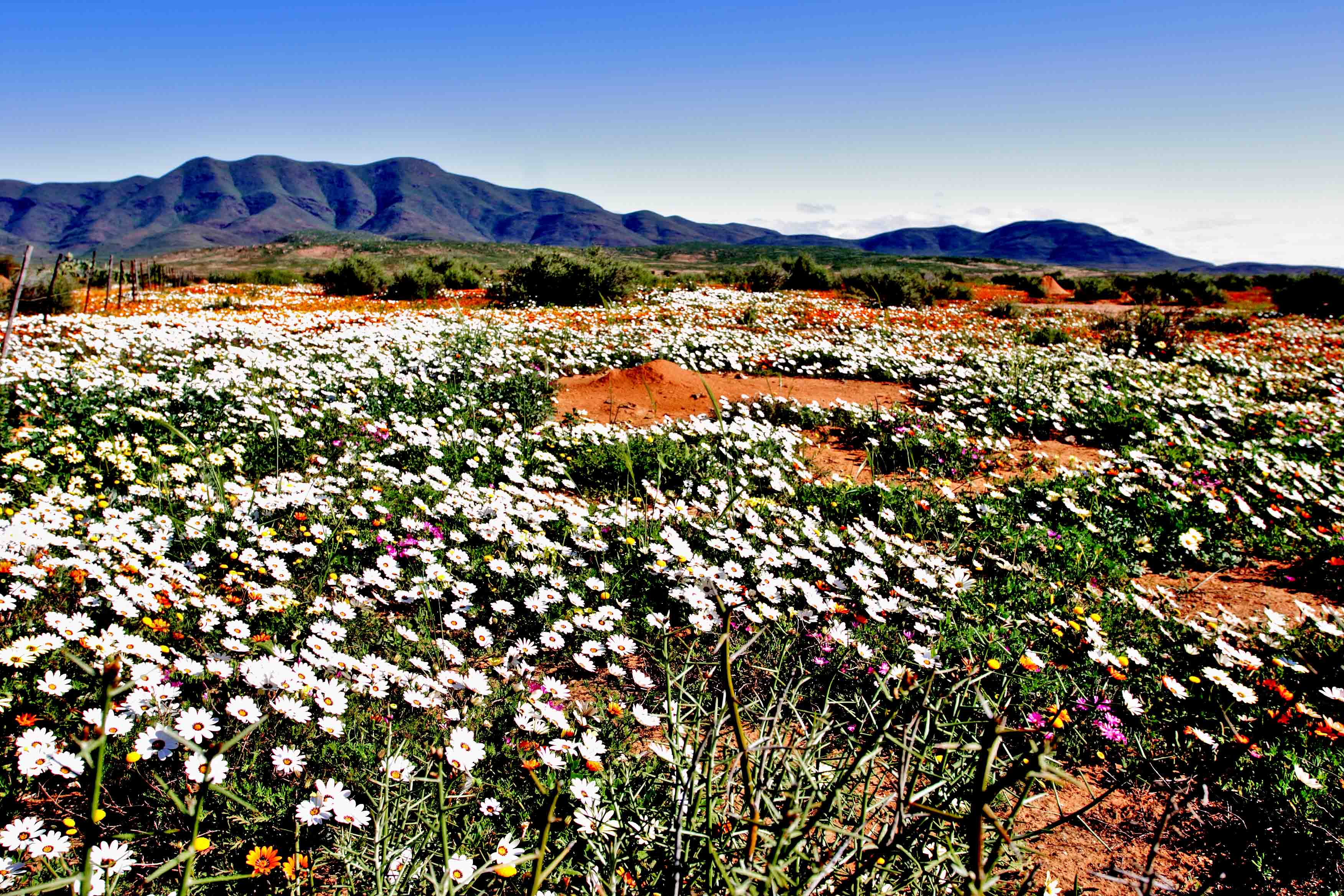
Reserva de Knersvlakte después de las lluvias

- Reserva natural de Hottentots-Hollan
- Reserva natural de Fernkloof
- Reserva natural de Salmons Dam
- Reserva natural de Swartberg
- Reserva natural de Vrolijkheid
- Reserva natural de Knersvlakte, 855 km2. En el municipio de Matzikama, al norte de Vredendal. Creada en 2014, es propiedad de la rama sudafricana del WWF y gestionada por la agencia provincial de conservación CapeNature. Hay unas 1500 especies de plantas, de las que 190 son endémicas. La mayor parte es terreno montañoso cubierto de grava de cuarzo blanco entre Klawer y Kliprand, al norte del río Olifants. Se encuentra a unos 255 m de altitud. La grava de color blanco hace que las temperaturas sean más bajas que en zonas circundantes.[70][71]

## Reservas de la biosfera de la Unesco

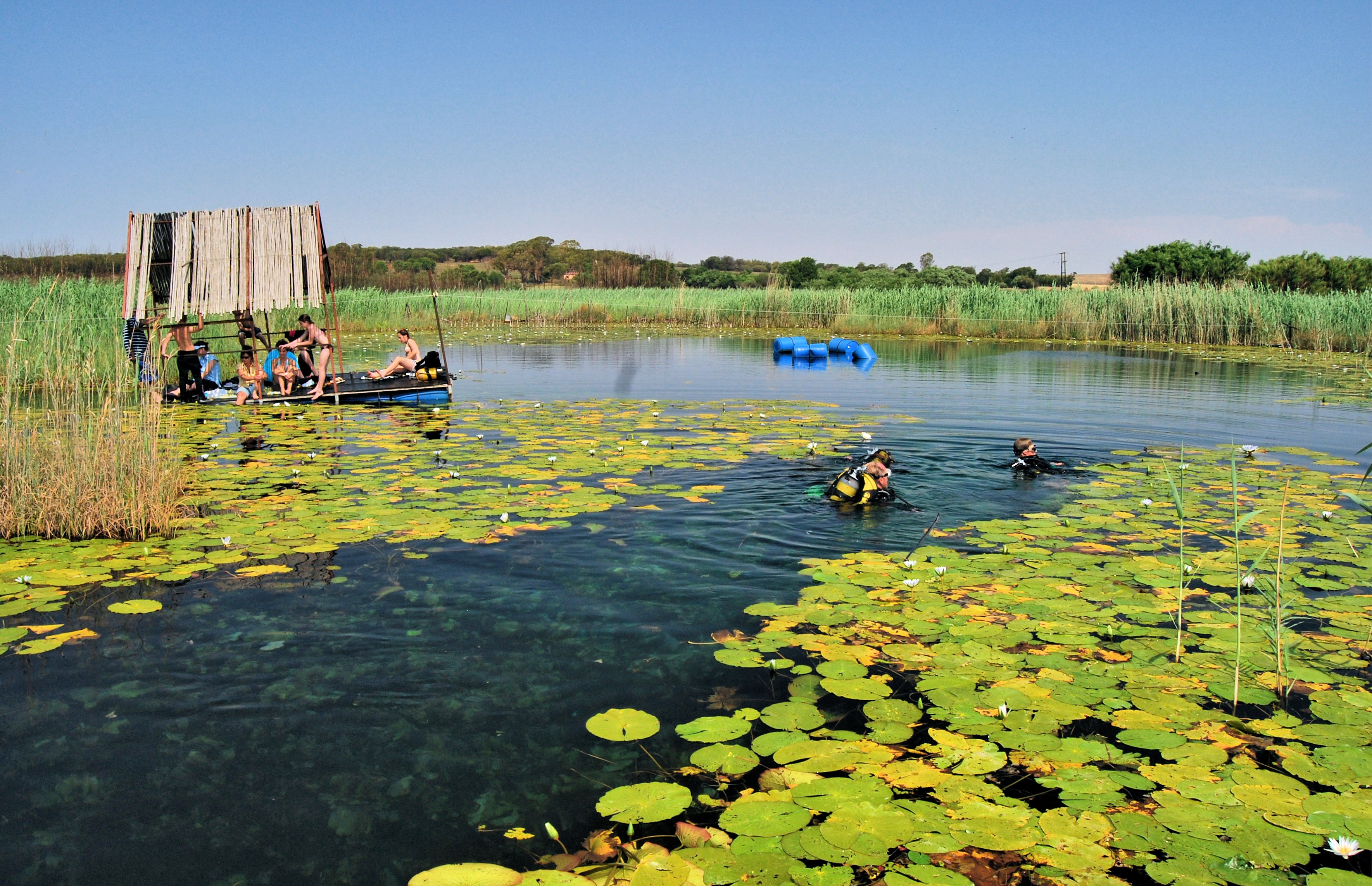
Fuentes del río Marico, un gran pozo dolomítico que da lugar. a una importante reserva de agua.

- Reserva de la biosfera de Marico, 4472 km², humedales en un sistema dolomítico, descrito más arriba como Reserva natural de Marico Bosveld en la Provincia del Noroeste.[72]
- Reserva de la biosfera de Garden Route, 6983 km2 (325 km2 de estos marinos), en la provincia del Cabo.[73]
- Reserva de la biosfera de Magaliesberg, 3579 km2, entre las ciudades de Pretoria y Johannesburgo al este y Rustengurbo, al oeste. es la interfaz de dos biomas, la meseta central herbácea y la sabana subsahariana, y los remanentes de un tercero, el bosque montano africano.[74]
- Reserva de la biosfera de Gouritz Cluster, 31.879 km2, en el sur de Sudáfrica, dividida en cuatro sectores con una altitud que va desde el mar hasta 2240 m. La única zona del mundo donde convergen el fynbos, el karoo suculento y el bioma costero Maputalandia-Pondolandia-Albania.[75]
- Reserva de la biosfera de Vhembe, 30.700 km2, al nordeste, al norte del parque Kruger, en las fronteras con Botsuana, Mozambique y Zimbabue.[76]
- Reserva de la biosfera de Cabo Winelands, 3220 km2, en la provincia del Cabo Occidental, 40 km al este de Ciudad del Cabo.[77]
- Reserva de la biosfera de Waterberg, 6540 km2, en el distrito de Bushveld de la provincia de Limpopo.[78]
- Reserva de la biosfera de los cañones del Kruger, 29.029 km2, en el nordeste en el parque nacional Kruger y la Reserva natural del cañón del río Blyde.[79]
- Reserva de la biosfera de la costa occidental del Cabo, 3870 km2, en la costa sudoeste, al norte de Ciudad del Cabo.[80]
- Reserva de la biosfera de Kogelberg, 1082,4 km2 (869 km2 terrestres y 213 km2 marinos), primera de Sudáfrica a 4 km de Ciudad del Cabo.[81]

## Sitios Ramsar

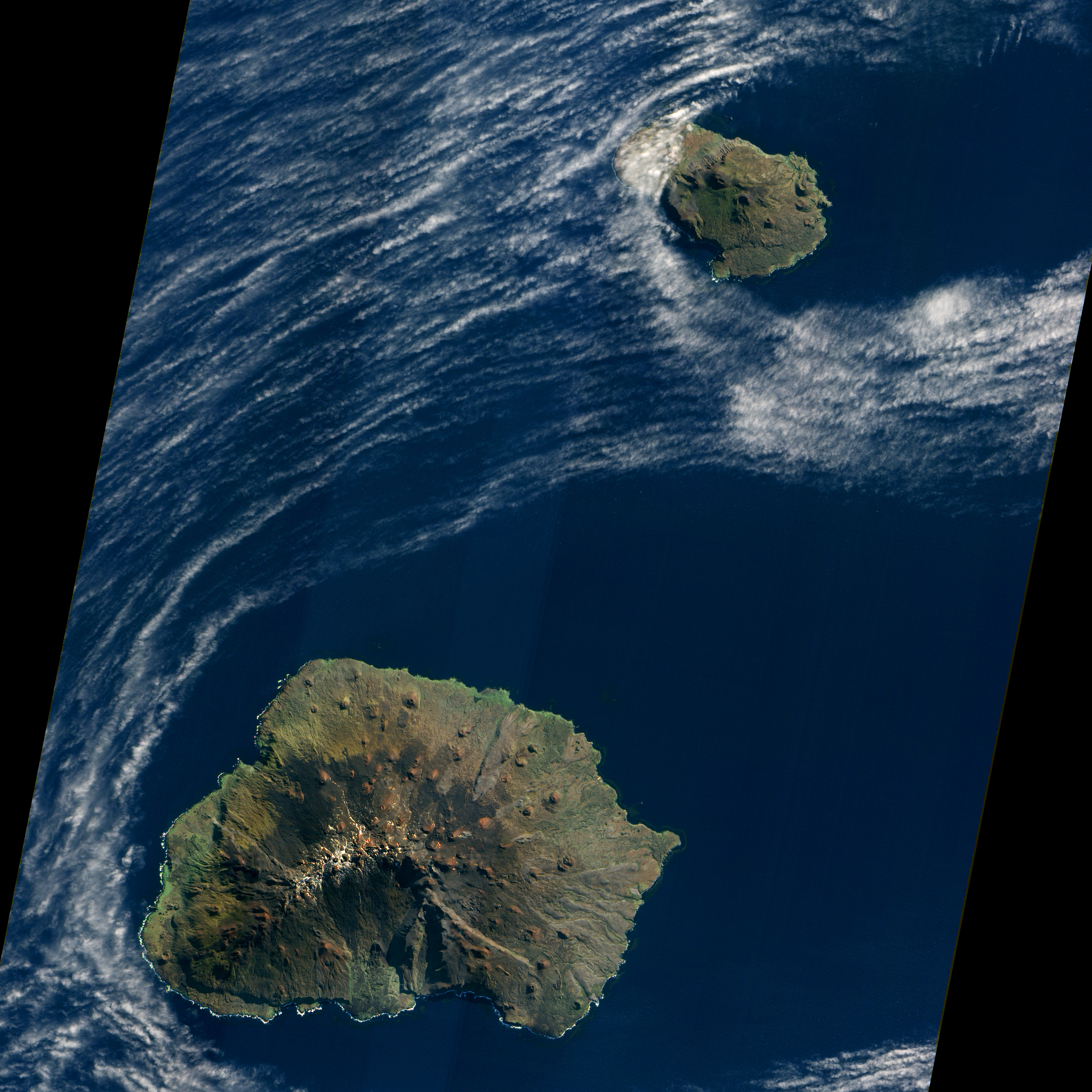
Islas del Príncipe Eduardo. La más pequeña de la parte superior es la isla del Príncipe Eduardo, la más grande es la isla de Marion. Ambas son volcánicas. La de Marion alcanza una altura de 1230 m.

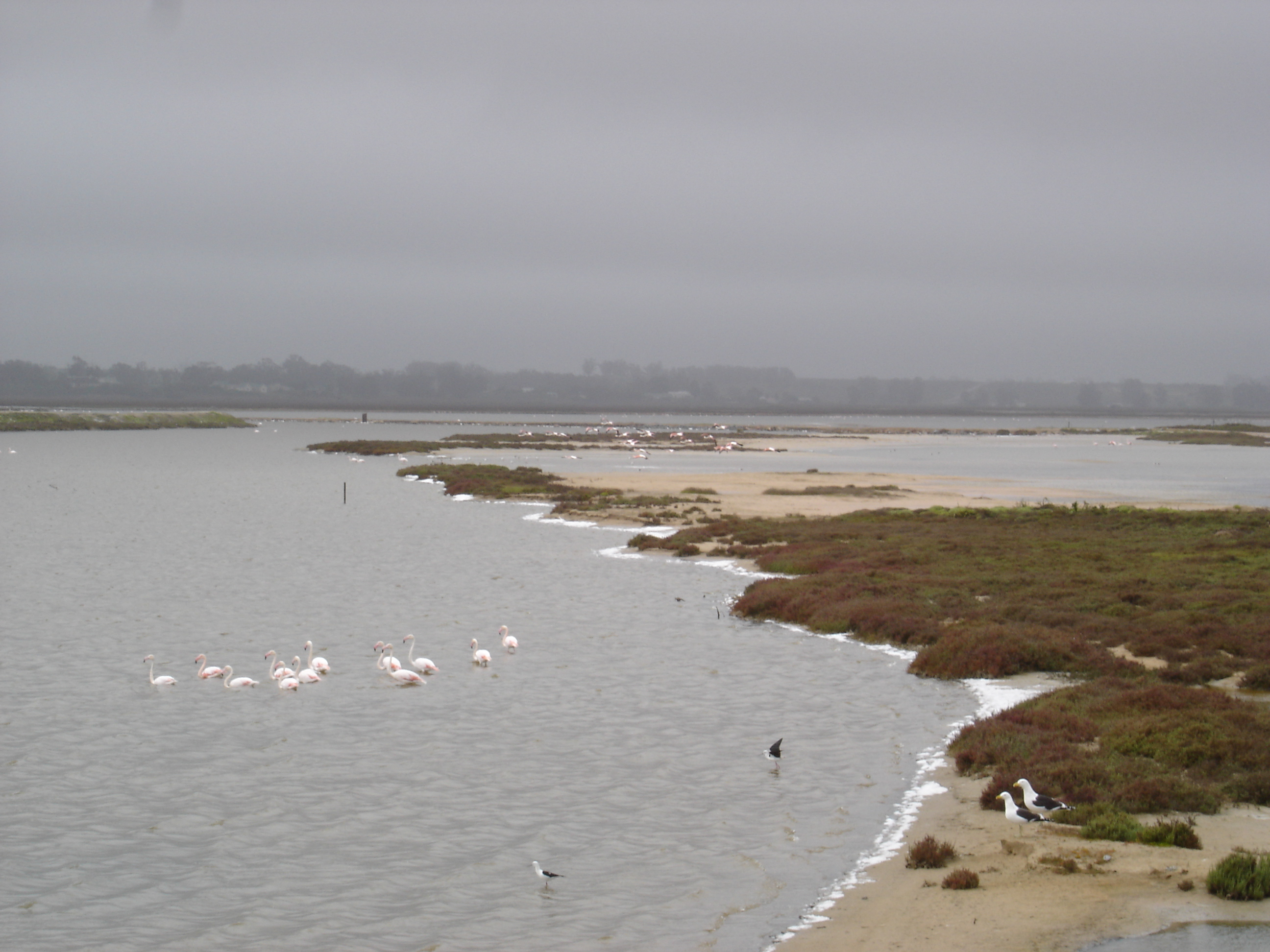
Estuario de Berg

En Sudáfrica hay, en 2024, 31 sitios Ramsar que cubren una superficie de 5848 km² aproximadamente. Las islas Dassen y Geyser, y el monte Kgaswane fueron añadidos en 2019. Ingula se añadió en 2021; el estuario de Berg, en 2022; Middelpunt en 2023; la reserva de Berg en 2024, y Mkambati en 2025.
- Reserva natural de Seekoeivlei, 47,5 km², 27°35′S 29°35′E. Provincia del Estado Libre, en el centro del país, en la meseta del Alto Veld, a unos 2000 m de altitud en torno al pueblo de Memel. En el humedal, donde se encuentran los ríos Pampoenspruit y Klip, afluente este del río Vaal, y este a su vez del Orange, viven unas 250 especies de aves, hipopótamos y cebras. Está amenazado, pues provee de agua a la provincia industrializada de Gauteng. Está formado por lagunas, llanuras que se inundan estacionalmente, pantanos, pozas y turberas.[84]
- Reserva natural De Mond, 918 ha
- Reserva natural de Barberspan, 31,18 km2
- Playa de las Tortugas y arrecifes de coral de Tongaland, 395 km2
- Reserva de la montaña de Kgaswane, 49,52 km2
- Bahía de Kosi, 110 km2
- Blesbokspruit, 18,58 km2
- Sistema del estuario de Bot-Kleinmond, 13,5 km2
- Reserva natural De Hoop Vlei, 750 ha
- Reserva natural de False Bay, 15,42 km2
- Lago Sibaya, 77,5 km2
- Langebaan, 60 km2
- Humedades de Makuleke, 108 km2
- Parque Natal Drakensberg, 2428 km2
- Reserva natural de Ndumo, 101 km2
- Reserva natural de Ntsikeni, 92 km2
- Reserva natural de Nylsvley, 39,7 km2
- Boca del río Orange, 20 km2
- Islas del Príncipe Eduardo, 375 km2
- Sistema de Santa Lucía, 1555 km2
- Reserva natural de Umgeni Vlei, 958 ha
- Reserva natural de Verloren Valei, 15 km2
- Verlorenvlei, 15 km2
- Lagos de Wilderness, 13 km2
- Reservas naturales provinciales de la isla Dyer y de la isla Geyser, 288 ha
- Reserva natural de la isla de Dassen, 737 ha
- Reserva natural de Ingula, 80,84 km2
- Reserva natural de Middelpunt, 510 ha
- Reserva natural de Berg, 12,65 km2
- Reserva natural de Mkambati, 77,2 km2